# Список дивизий Вооружённых сил СССР (1989—1991)

Список дивизий Вооружённых Сил СССР по состоянию на 1989—1991 год — список формирований дивизий Советской армии, Военно-морского флота, Внутренних войск МВД и Пограничных войск КГБ в составе Вооружённых сил СССР по состоянию на 1989 и по их состоянию в вооружённых силах государств бывшего СССР на 2006 годы.

## Мотострелковые дивизии

Условный флаг Сухопутных войск ВС СССР

Полный список мотострелковых дивизий (131 соединение), которые существовали на начало 1989 года в составе Сухопутных войск ВС СССР..
- Примечание:

1. В список включены учебные мотострелковые дивизии (13 умсд) переформированные в 1987 году в окружные учебные центры (ОУЦ), которые по своей структуре формирований фактически остались дивизиями;
2. В списке приводятся стрелковые дивизии и иные формирования (предшественники) на период Великой Отечественной войны, из которых впоследствии были созданы мотострелковые дивизии (преемники), у которых не совпадают порядковые номера либо предшественником являлась не стрелковая дивизия, а иное по типу формирование;
3. В списке не приводятся дивизии охраны тыла (дот) и запасные мотострелковые дивизии (змсд). Запасные мсд в период до и после 1989 года представляли собой базы хранения вооружения и техники (БХВТ), без положенного по штату личного состава и не являлись полноценными боевыми соединениями[1]. В дот был лишь штаб из 10—15 офицеров, их ВВТ хранились на складах других воинских частей, а автотранспорт поступал по мобилизации из народного хозяйства[3]. В ВС СССР имелось до 16 дот (по одному на каждый военный округ) и до 24 змсд[1].
4. В списке не приводятся мотострелковые дивизии кадра. Данные дивизии представляли собой соединения со штатами «В» и «Г».

| Дивизия (полное наименование) | Дислокация, Состояние на 1989                                                                       | Дислокация, Состояние на 2006 |
| --- | --------------------------------------------------------------------------------------------------- | --- |
| 1-я гвардейская мотострелковая Московско-Минская ордена Ленина, Краснознамённая, орденов Суворова и Кутузова дивизия                                                    | 11-я гвардейская армия, ПрибВО, Калининград                                                         | В 2002 году преобразована в 7-ю гв. омсбр в составе береговых войск БФ, с 2008 — в 7-й гв. омсп. |
| 2-я гвардейская мотострелковая Таманская ордена Октябрьской Революции, Краснознамённая, ордена Суворова дивизия имени М. И. Калинина                                    | Алабино, МВО                                                                                        | В период с мая 2009 года по май 2013 — была переформирована в 5-ю отдельную мотострелковую бригаду. В мае 2013 года дивизия воссоздана. |
| 3-я гвардейская мотострелковая Волновахская Краснознамённая, ордена Суворова дивизия                                                                                    | ПрибВО, Клайпеда, Литовская ССР                                                                     | см. раздел Дивизии морской пехоты и береговых войск Военно-Морского Флота. В 1989 году передана в состав БФ с переформированием в 3-ю гвардейскую дивизию береговой обороны. Расформирована с распадом СССР. |
| 4-я гвардейская мотострелковая Сталинградская Краснознамённая орденов Суворова и Кутузова дивизия                                                                       | ТуркВО, Термез, Узбекская ССР                                                                       | В годы ВОВ — 13-й тк и 4-й гв. мехк. До 1980 года дислоцировалась в Луганске Украинской ССР. После ввода 108-й мсд в Афганистан — заняла её дислокацию. 4-я мсд расформирована в 1989 году, после вывода 108-й мсд из Афганистана. |
| 5-я гвардейская мотострелковая Зимовниковская ордена Кутузова дивизия имени 60-летия СССР                                                                               | 40-я армия ТуркВО, Шинданд, Афганистан, 1989                                                        | В годы ВОВ — 5-й гв. мк. Выведена в Кушку и расформирована в 1989 году |
| 6-я гвардейская мотострелковая Витебско-Новгородская дважды Краснознамённая дивизия (формирования 1985 года)                                                            | СГВ, Борне-Сулиново, ПНР                                                                            | В годы ВОВ — 90 гв. сд. До 1985 года — 90-я гвардейская танковая Витебско-Новгородская дважды Краснознамённая дивизия В 1985 году переформирована в 6-ю гвардейскую мотострелковую Витебско-Новгородскую дважды Краснознамённую дивизию. Выведена в 1992 году. Преобразована в 1997 году в 5968-ю БХВТ, МВО. В 2016 возрождена как 90-я гвардейская танковая Витебско-Новгородская дважды Краснознамённая дивизия на базе 7-й гв. отбр и 32-й омсбр. |
| 8-я гвардейская мотострелковая Режицкая ордена Ленина, Краснознамённая, ордена Суворова дивизия имени Героя Советского Союза генерал-майора И. В. Панфилова             | 17-й армейский корпус, ТуркВО, Фрунзе, Киргизская ССР                                               | Вошла в ВС Киргизии. Дислоцируется в г. Токмок, (Бишкек) В 2003 году расформирована. 11 июля 2011 года в канун 70-летия со дня образования дивизия была сформирована заново. |
| 9-я мотострелковая Краснодарская Краснознамённая, орденов Кутузова и Красной Звезды дивизия                                                                             | 12-й армейский корпус (СССР), СКВО Майкоп, Адыгейская автономная область, Краснодарского края РСФСР | Переформирована с октября 1992 года в 131-ю омсбр, 58-я армия СКВО Майкоп. С 2009 года — 7-я военная Краснодарская Краснознамённая, орденов Кутузова и Красной Звезды база (Гудаута, Абхазия) 49-й армии Южного военного округа |
| 10-я гвардейская мотострелковая Печенгская дважды Краснознамённая, орденов Александра Невского и Красной Звезды дивизия                                                 | 31-й армейский корпус, ЗакВО, Ахалцихе, Грузинская ССР                                              | Отошла в состав ВС Грузии. 10-я гв. мсд совместно с бывшей 152-й мсд из Кутаиси переформированы в 3-ю пехотную бригаду, которая дислоцируется в Ахалцихе и в Кутаиси. Часть артиллерийских подразделений пошла на формирование Отдельной артиллерийской бригады в Ахалцихе. |
| 11-я гвардейская мотострелковая Нежинско-Кузбасская ордена Суворова дивизия                                                                                             | ЗабВО н. п. Безречная Читинской области РСФСР                                                       | В годы ВОВ — 7-й гвардейский механизированный корпус. Преобразована в 5890-ю БХВТ. |
| 12-я мотострелковая дивизия | 39-я армия ЗабВО, Баганур Монголия                                                                  | Послевоенное формирование 1960 года. В Монголию прибыла из Улан-Удэ (ст. Дивизионная) в 1979 году. Выведена в 1992 году на ст. Дивизионная в 1992 году и преобразована в 5517-ю БХВТ. |
| 13-я мотострелковая дивизия | 33-й армейский корпус, СибВО, Бийск Алтайский край РСФСР                                            | Послевоенное формирование 1960 года. Преобразована в 5349-ю БХВТ, Бийск. |
| 15-я мотострелковая Сивашско-Штеттинская ордена Ленина, дважды Краснознамённая, орденов Суворова и Трудового Красного Знамени дивизия                                   | 7-я гвардейская армия, ЗакВО, Кировакан Армянской ССР                                               | Выведена в 1992 году в Нижнеудинск Иркутской области РФ и расформирована. Знамя, почётные наименования и ордена переданы 5209-й БХВТ, образованной после расформирования 91-й мотострелковой дивизии выведенной из Монголии в 1989 году, в связи с чем 5209-я БХВТ переименована в 6063-ю Сивашско-Штеттинскую ордена Ленина, дважды Краснознамённую, орденов Суворова и Трудового Красного Знамени БХВТ. В 2009 году переформирована в 187-ю Сивашско-Штеттинскую ордена Ленина, дважды Краснознамённую, орденов Суворова и Трудового Красного Знамени базу хранения и ремонта вооружения и техники (187-я БХиРВТ). |
| 17-я гвардейская мотострелковая Енакиевско-Дунайская Краснознамённая, ордена Суворова дивизия                                                                           | 38-я армия, ПрикВО Хмельницкий Украинской ССР                                                       | Вошла в Вооружённые силы Украины. Переформирована в 15-ю отдельную механизированную бригаду существовавшую на 2001 год. Впоследствии была расформирована. |
| 18-я гвардейская мотострелковая Инстербургская Краснознамённая, ордена Суворова дивизия                                                                                 | Центральная группа войск, Млада-Болеслав, ЧССР                                                      | В 1991 году выведена в г. Гусев Калининградской области РСФСР. В 2001 году переформирована в 79-ю гв. омсбр. В 2020 году возрождена. |
| 19-я мотострелковая Воронежско-Шумлинская Краснознамённая, орденов Суворова и Трудового Красного Знамени дивизия                                                        | 42-й армейский корпус, СКВО, Владикавказ Северо-Осетинской АССР РСФСР                               | В 2009 году переформирована в 19-ю омсбр. В 2020 году возрождена. Дислокация не изменилась. |
| 20-я гвардейская мотострелковая Прикарпатско-Берлинская Краснознамённая, ордена Суворова дивизия                                                                        | 8-я гвардейская армия, ГСВГ, Гримма                                                                 | Выведена в 1993 году в Волгоград, 8-й армейский корпус СКВО. В 2009 году переформирована в 20-ю гв. омсбр, Камышин, ЮВО. В 2021 году возрождена. |
| 21-я мотострелковая Таганрогская Краснознамённая, ордена Суворова дивизия                                                                                               | ГСВГ, Перлеберг                                                                                     | Выведена в 1991 году в Омск, РСФСР, СибВО. Преобразована в 139-ю БХВТ |
| 22-я мотострелковая Краснодарско-Харбинская дважды Краснознамённая дивизия                                                                                              | ДВО, 25-й армейский корпус, Петропавловск-Камчатский                                                | С 1998 года в составе ТОФ. В начале 2000-х годов преобразована в 40-ю отдельную мотострелковую бригаду. С 1 сентября 2007 года — 40-я отдельная бригада морской пехоты. Дислокация не изменилась. |
| 23-я гвардейская мотострелковая Бранденбургская ордена Ленина, Краснознамённая, ордена Суворова дивизия                                                                 | 4-я армия (СССР), ЗакВО Кировабад Азербайджанской ССР                                               | В годы ВОВ — 7-й гв. кк. Частично вошла в Вооружённые силы Азербайджана В ходе Первой карабахской войны, блокированные в Степанакерте 366-й гвардейский мотострелковый полк и 622-й отдельный батальон химической защиты дивизии к февралю 1992 года, фактически прекратили своё существование и были расформированы. Боевая техника и военные городки 366-го мсп и 622-го охбз отошли в состав Армии обороны НКР. |
| 24-я мотострелковая Самаро-Ульяновская, Бердичевская ордена Октябрьской Революции, трижды Краснознамённая орденов Суворова и Богдана Хмельницкого Железная дивизия      | 13-я армия, ПрикВО, Яворов Львовской области Украинской ССР                                         | Вошла в Вооружённые силы Украины. 1 сентября 2003 года дивизия переформирована в 24-ю омехбр. Дислокация не изменилась. |
| 25-я гвардейская мотострелковая Синельниковско-Будапештская Краснознамённая, орденов Суворова и Богдана Хмельницкого дивизия имени В. И. Чапаева                        | 1-я гвардейская армия, КВО, Лубны Полтавской области                                                | Вошла в Вооружённые силы Украины. Переформирована в 25-ю механизированную дивизию существовавшую на 2001 год. Впоследствии была расформирована. |
| 26-я гвардейская мотострелковая Восточно-Сибирская Городокская Краснознамённая, ордена Суворова дивизия                                                                 | 11-я гвардейская армия, ПрибВО, Гусев Калининградской области РСФСР                                 | Расформирована в 1989 году. |
| 27-я гвардейская мотострелковая Омско-Новобугская Краснознамённая, ордена Богдана Хмельницкого дивизия                                                                  | ГСВГ, Галле                                                                                         | Выведена в 1991 году в Тоцкое, ПУрВО. 1 июня 2009 года переформирована в 21-ю омсбр. Дислокация не изменилась. |
| 28-я гвардейская мотострелковая Харьковская Краснознамённая дивизия | ОдВО Черноморское Одесской области Украинской ССР                                                   | Вошла в Вооружённые силы Украины Переформирована в 28-ю омехбр. Дислокация не изменилась. |
| 29-я мотострелковая Полоцкая ордена Суворова дивизия | ДВО Камень-Рыболов Приморского края РСФСР                                                           | На 1994 год достоверно существовала. Расформирована. Дислокацию дивизии занимает 60-я омсбр сформированная на базе 218-го танкового полка 127-й пулемётно-артиллерийской дивизии. |
| 30-я гвардейская мотострелковая Иркутско-Пинская орденов Ленина и Октябрьской Революции, трижды Краснознамённая, ордена Суворова дивизия имени Верховного Совета РСФСР. | ЦГВ, Зволен, ЧССР                                                                                   | В 1991 году выведена из ЧССР в г.Полоцк Витебской области Белорусской ССР. В 1992 году вошла в состав Вооружённых Сил Республики Беларусь. В 2005 году переформирована в 30-ю отдельную гвардейскую механизированную бригаду. Затем в 30-й отдельный гвардейский механизированный батальон 37-й гв. БХВТ. Дислокация не изменилась. |
| 32-я гвардейская мотострелковая Таманская Краснознамённая ордена Суворова дивизия                                                                                       | МВО                                                                                                 | В 1990 году переформирована в 5210-ю БХВТ. Дислокация не изменилась. |
| 33-я мотострелковая Краснознамённая дивизия | ДВО Южно-Сахалинск Сахалинской области РСФСР                                                        | В годы ВОВ — 342 сд (2 ф) в составе Дальневосточного фронта. Переформирована в 39-ю омсбр. Дислокация не изменилась. |
| 34-я мотострелковая Симферопольская Краснознамённая, ордена Суворова дивизия имени С. Орджоникидзе                                                                      | ПУрВО, Свердловск                                                                                   | В годы ВОВ 77-я сд(2 ф). 1 марта 2009 года дивизия переформирована в 28-ю омсбр. Дислокация не изменилась. В 2016 году 28 омсбр передислоцирована в г. Ельня и обращена на формирование 144-й гвардейской мотострелковой дивизии. Регалии 28-й омсбр переданы 488-му мсп 144-й гв. мсд. |
| 35-я мотострелковая Красноградская Краснознамённая дивизия | 20-я гвардейская армия, ГСВГ, Олимпишес-Дорф (нем. Olympisches Dorf (Berlin))                       | В годы ВОВ — 1 мк (2 ф). Расформирована в 1992 году. |
| 36-я мотострелковая дивизия | КВО, Артёмовск Донецкой области Украинской ССР                                                      | Послевоенное формирование 1966 года. Создана в пунктах дислокации 266-го мсд, убывшей на Дальний Восток. Отошла в состав ВС Украины Переформирована в 1992 году в 1282-й центр обеспечения бронетанковым вооружением и техникой (1282-й ЦОБВиТ). Дислокация не изменилась. |
| 38-я гвардейская мотострелковая Лозовская Краснознамённая дивизия | 36-я армия, ЗабВО, Сретенск Читинской области                                                       | В период с октября 1989 года по декабрь 1998 года — 131-я гвардейская пулемётно-артиллерийская дивизия в н.п. Ясная Читинской области. В период с августа 2001 года по июнь 2009 года — 131-я гвардейская мотострелковая дивизия н.п. Ясная Читинской области. С 2009 года переформирована в 36-ю гв. омсбр. |
| 39-я гвардейская мотострелковая Барвенковская ордена Ленина, дважды Краснознамённая, орденов Суворова и Богдана Хмельницкого дивизия                                    | 8-я гвардейская армия, ГСВГ, н. п. Ордруф                                                           | В 1991 году выведена в г.Белая Церковь Киевской области Украинской ССР и расформирована. |
| 40-я мотострелковая орденов Ленина и Суворова дивизия имени Серго Орджоникидзе                                                                                          | 5-я армия, ДВО Смоляниново Приморского края РСФСР                                                   | см. раздел Дивизии морской пехоты и береговых войск Военно-Морского Флота. В годы ВОВ — 40 сд. Вошла в состав ТОФ как дивизия береговой обороны, расформирована в 1995 году. |
| 41-я мотострелковая дивизия | 39-я армия, ЗабВО, г. Чойр, МНР                                                                     | Послевоенное формирование 1960-х годов. Выведена в РФ и расформирована в 1992 году. |
| 42-я гвардейская учебная мотострелковая Евпаторийская Краснознамённая дивизия                                                                                           | СКВО, Грозный                                                                                       | Преобразована в 1987 году в 173-й гвардейский учебный центр, затем расформирована в 1992. Вновь сформирована в 2000. В 2009 году на базе дивизии сформированы две отдельные мотострелковые бригады — гвардейские 17-я (Шали) и 18-я (Ханкала) В 2016 году дивизия возрождена на базе 17-й, 18-й и 8-й омсбр. |
| 43-я учебная мотострелковая Тартуская дважды Краснознамённая дивизия | ПУрВО, Самара, РСФСР                                                                                | В годы ВОВ — 43 сд. Преобразована в 469-й окружной учебный центр. Дислокация не изменилась. |
| 45-я гвардейская мотострелковая Красносельская ордена Ленина, Краснознамённая дивизия                                                                                   | 30-й гвардейский армейский корпус, ЛВО Каменка Ленинградской области РСФСР                          | Преобразована в 138-ю гв. омсбр. Дислокация не изменилась. |
| 46-я мотострелковая дивизия | КВО, Ворошиловград Украинской ССР                                                                   | Послевоенное формирование 1980 года, созданное в пунктах дислокации 4-й гв.мсд, убывшей в Термез Узбекской ССР. Расформирована в 1989 году. |
| 47-я мотострелковая дивизия | 1-я гвардейская армия, КВО, Конотоп Сумской области Украинской ССР                                  | Послевоенное формирование 1960-х годов. Преобразована в 1989 году в 5198-ю БХВТ. |
| 48-я мотострелковая Ропшинская Краснознамённая дивизия имени М. И. Калинина                                                                                             | ЦГВ, Високе-Мито, ЧССР                                                                              | В 1990 году выведена в Чугуев Харьковской области Украинской ССР. Вошла в Вооружённые силы Украины. Переформирована в 92-ю омехбр. |
| 50-я гвардейская мотострелковая Донецкая дважды Краснознамённая, орденов Суворова и Кутузова дивизия                                                                    | БелВО, Брест Белорусской ССР                                                                        | Вошла в Вооружённые силы Белоруссии. Переформирована в 50-ю Донецкую базу хранения вооружения и техники. Расформирована в 2006 году. |
| 51-я гвардейская мотострелковая Перекопская, Харьковско-Пражская ордена Ленина, дважды Краснознамённая, орденов Суворова и Кутузова дивизия                             | 13-я армия, ПрикВО Владимир-Волынский Волынской области Украинской ССР                              | В годы ВОВ — 15-я гв.сд. Вошла в Вооружённые силы Украины. Переформирована в 51-ю гв. омехбр. Дислокация не изменилась. |
| 52-я мотострелковая Мелитопольская Краснознамённая дивизия | ЗабВО, Нижнеудинск Иркутской области РСФСР                                                          | В годы ВОВ — 315-я сд. В 1969 году передислоцирована в ЗабВО из ОдВО. Переформирована в 1991 году в 169-ю отдельную мотострелковую бригаду. Расформирована в 1994 году. |
| 54-я мотострелковая дивизия | 6-я армия, ЛВО, Алакуртти Мурманской области РСФСР                                                  | В годы ВОВ — 341 сд (2 ф). 1 мая 1998 года дивизия преобразована в 35-ю БХВТ. |
| 56-я учебная мотострелковая Пушкинская Краснознамённая дивизия | СибВО, Омск РСФСР                                                                                   | Преобразована в 1968 году в окружной учебный центр. Впоследствии расформирован. |
| 57-я гвардейская мотострелковая Новобугская орденов Суворова и Богдана Хмельницкого дивизия                                                                             | 8-я гвардейская армия, ГСВГ, Наумбург (Заале)                                                       | Расформирована в 1992 году. |
| 58-я мотострелковая Рославльская Краснознамённая дивизия | 36-й армейский корпус, ТуркВО, Кизыл-Арват Туркменской ССР                                          | В годы ВОВ — 344 сд. Вошла в Вооружённые силы Туркмении. Переименована в 22-ю мотострелковую дивизию имени Атамурата Ниязова. Дислокация не изменилась. |
| 59-я гвардейская мотострелковая Краматорская Краснознамённая, орденов Суворова и Богдана Хмельницкого дивизия                                                           | 14-я армия, ОдВО, Тирасполь Молдавской ССР                                                          | Преобразована в 8-ю отдельную гвардейскую механизированную бригаду, расформирована в 2005 году. |
| 60-я мотострелковая дивизия имени Маршала Советского Союза Ф. И. Толбухина                                                                                              | 4-я армия, ЗакВО, Ленкорань, Азербайджанская ССР                                                    | В годы ВОВ — 90-я осбр из состава 58-го ск, дислоцированного в Иране. Вошла в Вооружённые силы Азербайджана. Расформирована. |
| 61-я учебная мотострелковая ордена Суворова дивизия | ТуркВО, Ашхабад, Туркменская ССР                                                                    | В годы ВОВ — 357 сд Вошла в Вооружённые силы Туркмении. Переименована во 2-ю учебную мотострелковую дивизию имени Алп-Арслана. Дислокация не изменилась. |
| 62-я мотострелковая дивизия | 33-й армейский корпус, СибВО, Итатка                                                                | Послевоенное формирование 1972 года. Достоверно существовала в н. п. Итатка на 1988 год. Расформирована. |
| 63-я гвардейская учебная мотострелковая Красносельская ордена Ленина, Краснознамённая дивизия                                                                           | ЛВО, Сертолово Ленинградской области РСФСР                                                          | В годы ВОВ — 63-я гвардейская стрелковая дивизия (136-я сд (2 ф).) Преобразована в 1987 году в 56-й гвардейский окружной учебный Красносельский ордена Ленина, Краснознамённый центр подготовки младших специалистов. |
| 64-я гвардейская мотострелковая Красносельская ордена Ленина, Краснознамённая дивизия                                                                                   | 30-й гвардейский армейский корпус, ЛВО, н. п.Сапёрное Ленинградской области РСФСР                   | В годы ВОВ — 64-я гвардейская стрелковая дивизия (327-я сд 1ф.) Преобразована в 36-ю БХВТ. |
| 65-я мотострелковая Речицкая Краснознамённая дивизия | ПУрВО, Пермь РСФСР                                                                                  | В годы ВОВ — 194-я сд. Переформирована в 1989 году в 5355-ю БХВТ. |
| 66-я гвардейская учебная мотострелковая Полтавская Краснознамённая дивизия                                                                                              | ПрикВО, Черновцы Украинской ССР                                                                     | В 1987 году переформирована в 110-й гвардейский окружной учебный центр. Вошла в Вооружённые силы Украины. В 1991 году дивизия сокращена до одного полка — 145-й гвардейский Будапештский мотострелковый полк, который был переформирован в 300-й Будапештский отдельный механизированный полк. В 2013 году на его базе сформирован 87-й отдельный аэромобильный батальон 80-го отдельного аэромобильного полка. |
| 67-я мотострелковая дивизия | 35-я армия, ДВО, Сковородино Амурской области РСФСР                                                 | Послевоенное формирование конца 1960-х годов передислоцированное из ЛенВО. В 1992 году с расформированием 10-й гв. мсд в ЗакВО, 67-й мсд были переданы почётные регалии и гвардейский статус с преобразованием в 115-ю гвардейскую мотострелковую дивизию. Расформирована в 2002 году. |
| 68-я мотострелковая Новгородская Краснознамённая дивизия | 32-я армия, ТуркВО, Сары-Озек                                                                       | В годы ВОВ — 372-я сд. Вошла в Вооружённые силы Казахстана. Расформирована в 2003 году на 5 отдельных бригад. |
| 69-я мотострелковая Севская дважды Краснознамённая, орденов Суворова и Кутузова дивизия                                                                                 | 26-й армейский корпус, ЛВО, Вологда, РСФСР                                                          | 1 января 1990 года дивизия переформирована в 5189-ю БХВТ. В конце 1993 года 5189-я БХВТ расформирована. |
| 70-я гвардейская мотострелковая Глуховская дважды Краснознамённая, орденов Суворова, Кутузова и Богдана Хмельницкого дивизия                                            | 38-я армия, ПрикВО, Ивано-Франковск Украинской ССР                                                  | Вошла в ВС Украины. Расформирована. |
| 71-я мотострелковая дивизия | 6-я армия, ЛВО, Петрозаводск Карельской АССР РСФСР                                                  | Послевоенное формирование конца 60-х годов. Создан на базе 184-го мотострелкового полка 111-й мотострелковой дивизии. Переформирована в 1989 году в 5186-ю БХВТ. |
| 72-я гвардейская мотострелковая Красноградско-Киевская Краснознамённая дивизия                                                                                          | 1-я гвардейская армия, КВО, Белая Церковь Киевской области Украинской ССР                           | Вошла в ВС Украины. Преобразована в 72-ю омехбр. Дислокация не изменилась. |
| 73-я мотострелковая Новозыбковская Краснознамённая, орденов Ленина и Суворова дивизия                                                                                   | ДВО, Комсомольск-на-Амуре Хабаровского края РСФСР                                                   | Переформирована в 1989 году в 5505-ю БХВТ. |
| 74-я мотострелковая Темрюкская Краснознамённая дивизия | СибВО, Юрга Кемеровской области РСФСР                                                               | В годы ВОВ — 227 сд (2 ф). Расформирована в 1989 году. |
| 75-я мотострелковая дивизия | 4-я армия, ЗакВО г.Нахичевань Нахичеванская АССР Азербайджанской ССР                                | В связи со сложной обстановкой в Закавказье, в период с 4 января 1990 года до 28 августа 1991 года, вместе со 103-й гв. вдд была переподчинена от МО СССР в состав Пограничных войск КГБ СССР. 23 сентября 1991 г. на основании директивы ГШ от 28 августа 1991 года № 314/3/042Ш возвращена Министерству обороны. |
| 77-я гвардейская мотострелковая Московско-Черниговская ордена Ленина, Краснознамённая, ордена Суворова дивизия                                                          | 26-й армейский корпус, ЛВО, Архангельск РСФСР                                                       | см. раздел Дивизии морской пехоты и береговых войск Военно-Морского Флота. 77-я гвардейская дивизия береговой обороны СФ. с 1999 года 77-я отдельная гвардейская Московско-Черниговская ордена Ленина, Краснознамённая, ордена Суворова бригада морской пехоты. Расформирована в 1992 году. |
| 78-я учебная мотострелковая Сивашская Краснознамённая, ордена Суворова дивизия                                                                                          | ПУрВО, Чебаркуль Челябинской области РСФСР                                                          | В годы ВОВ — 417 сд. Преобразована в 1987 году в 471-й окружной учебный центр. Дислокация не изменилась. |
| 79-я мотострелковая Сахалинская дивизия | 51-я армия, ДВО, Поронайск Сахалинской области РСФСР                                                | Преобразована в базу хранения. Дислокация ни разу не изменена с 1938 года. Расформирована в 1995 году. |
| 80-я гвардейская учебная мотострелковая Уманская ордена Суворова дивизия                                                                                                | 32-я армия, ТуркВО, пгт Гвардейский Джамбульской области Казахской ССР                              | Вошла в Вооружённые силы Казахстана Переформирована в 40-ю военную базу состоящую из 3 бригад. Дислокация не изменилась. |
| 81-я гвардейская мотострелковая Красноградская Краснознамённая, ордена Суворова дивизия                                                                                 | 5-я армия, ДВО, Бикин                                                                               | Переформирована в 57-ю гв. омсбр. Дислокация не изменилась. |
| 82-я мотострелковая дивизия | 34-й армейский корпус, СКВО, Волгоград РСФСР                                                        | Послевоенное формирование 1967 года. Расформирована в 1989 году. |
| 83-я гвардейская мотострелковая Оренбургско-Ровенская ордена Ленина, дважды Краснознамённая, ордена Суворова дивизия имени С. И. Морозова                               | 13-я армия, ПрикВО, Ровно Украинской ССР                                                            | В годы ВОВ — 6-й гв. кк Расформирована в 1989 году. |
| 85-я мотострелковая Ленинградско-Павловская Краснознамённая дивизия | СибВО, Новосибирск, РСФСР                                                                           | Переформирована в 32-ю отдельную мотострелковую Ленинградско-Павловскую Краснознамённую бригаду. Дислокация не изменилась. В 2016 году 32-я омсбр была переформирована в 228-й мсп. |
| 86-я гвардейская мотострелковая Николаевская Краснознамённая дивизия | 14-я гвардейская армия, ОдВО, Бельцы Молдавской ССР                                                 | Расформирована после 1990 года. |
| 87-я мотострелковая дивизия | 25-й армейский корпус, ДВО, Петропавловск-Камчатский РСФСР                                          | Послевоенное формирование 1960-х годов. Расформирована в 1989 году. |
| 88-я мотострелковая дивизия | 36-й армейский корпус, ТуркВО, Кушка Туркменской ССР                                                | Послевоенное формирование 1980 года. Создана в пунктах дислокации 5-й гв. мсд убывшей в Афганистан. Вошла в Вооружённые силы Туркмении. Переименована в 11-ю мотострелковую дивизию имени султана Санджара. Дислокация не изменилась. |
| 91-я мотострелковая дивизия | 29-я армия, ЗабВО, Братск Иркутской области РСФСР                                                   | Послевоенное формирование 1970 года. Создано на базе 362 мсп 52 мсд. В МНР прибыла из н. п.Чистые Ключи (Шелехов) в 1979 года. До 25 февраля 1987 года входила в состав 39-й ОА, затем 29-й ОА. Из Монголии выведена в Нижнеудинск Иркутской области весной 1987 года. Переформирована в 1987 году в 497-й ОУЦ, а в 1989 году в 5209-ю БХВТ. |
| 92-я гвардейская учебная мотострелковая Криворожская дивизия | ОдВО, Николаев                                                                                      | Преобразована в 1987 году в 92-й гвардейский окружной учебный центр Вошла в Вооружённые силы Украины. Позже 92-й Гв. ОУЦ расформирован. Правопреемником дивизии считается 145-й отдельный ремонтно-восстановительный полк. Дислокация не изменилась. |
| 93-я гвардейская мотострелковая Харьковская дважды Краснознамённая, орденов Суворова и Кутузова дивизия                                                                 | ЮГВ, Кечкемет, Венгрия                                                                              | В 1990 году выведена в пгт Черкасское Днепропетровской области Украинской ССР. Вошла в Вооружённые силы Украины. Переформирована в 93-ю омехбр. Дислокация не изменилась. |
| 94-я гвардейская мотострелковая Звенигородско-Берлинская ордена Суворова дивизия                                                                                        | 2-я гвардейская танковая армия, ГСВГ, Шверин                                                        | Преобразована в 74-ю гв. омсбр, СибВО, Юрга. 204-й гв. мсп в 136-ю гв. омсбр СКВО. |
| 96-я мотострелковая Гомельская Краснознамённая дивизия | ПУрВО, Казань Татарская АССР РСФСР                                                                  | Преобразована в базу хранения, затем расформирована |
| 97-я гвардейская мотострелковая Полтавская Краснознамённая, орденов Суворова и Богдана Хмельницкого дивизия                                                             | 13-я армия, ПрикВО, Славута Хмельницкой области Украинской ССР                                      | Вошла в Вооружённые силы Украины. Переформирована в 97-ю отдельную механизированную бригаду существовавшую на 2001 год. Впоследствии была расформирована. |
| 99-я мотострелковая дивизия | 25-й армейский корпус, ДВО, Анадырь Чукотского автономного округа РСФСР                             | Послевоенное формирование 50-х годов. С 1998 года в составе ТОФ. В начале 2000-х годов расформирована. |
| 100-я гвардейская учебная мотострелковая Венская орденов Ленина и Кутузова дивизия имени генерал-лейтенанта И. Н. Руссиянова                                            | ЗакВО, Тбилиси Грузинская ССР                                                                       | В годы ВОВ — 1-я гв. мехк. В 1987 году преобразована в 171-й окружной учебный центр. При Распаде СССР была расформирована. Почётные регалии и гвардейское звание отошли к 49-й учебной танковой дивизии имени Л. И. Брежнева. |
| 107-я мотострелковая дивизия | ПрибВО, Вильнюс Литовская ССР                                                                       | Послевоенное формирование, созданное в 1968 году в пунктах дислокации 265-й сд, убывшей на Дальний Восток. Переформирована в 1993 в 18-ю омсбр и выведена из Литвы в Солнечногорск. В 1998 году расформирована. |
| 108-я мотострелковая Невельская дважды Краснознамённая дивизия | 40-я армия, ТуркВО, Баграм, Афганистан                                                              | В годы ВОВ — 360 сд. Выведена в 1989 году в Термез. Вошла в Вооружённые силы Узбекистана. В 1993 году расформирована на 7 отдельных бригад. |
| 111-я мотострелковая Краснознамённая дивизия | 6-я армия, ЛенВО, Сортавала Карельской АССР                                                         | В годы ВОВ — 367-я сд. Преобразована в 23-ю БХВТ. |
| 114-я мотострелковая дивизия | 32-я армия, ТуркВО, Самарканд Узбекская ССР                                                         | Послевоенное формирование 1960-х годов. Вошла в Вооружённые силы Узбекистана. Расформирована. |
| 118-я мотострелковая дивизия | 43-й армейский корпус, ДВО, Биробиджан Хабаровского края                                            | Послевоенное формирование 1960-х годов. В 1989 году преобразована в 126-ю пулемётно-артиллерийскую дивизию. |
| 120-я гвардейская мотострелковая Рогачёвская Краснознамённая, орденов Суворова и Кутузова дивизия                                                                       | БелВО, Минск                                                                                        | Отошла в состав ВС Республики Беларусь. Переформирована в 120-ю гв. омехбр. |
| 121-я учебная мотострелковая Краснознамённая дивизия | 5-я армия, ДВО, Сибирцево Приморского края РСФСР                                                    | Преобразована в 1989 году в 291-й окружной учебный центр. Дислокация не изменилась. |
| 122-я гвардейская мотострелковая Сталинградско-Киевская ордена Ленина, Краснознамённая, орденов Суворова и Кутузова дивизия                                             | 36-я армия, ЗабВО, Даурия Читинской области РСФСР                                                   | В годы ВОВ — 5-й гв. тк. С 10 июня 1945 года корпус переформирован в 5-ю гвардейскую танковую дивизию. C мая 1957 года дивизия переформировывается в 122-ю гвардейскую мотострелковую. 1 июня 2009 г. преобразована в 35-ю гв. омсбр, СибВО. Передислоцирована в Алейск Алтайского края в 2001 году. |
| 123-я гвардейская мотострелковая Духовщинско-Хинганская Краснознамённая, ордена Суворова дивизия                                                                        | 5-я армия, ДВО, н. п. Барабаш Приморского края РСФСР                                                | В годы ВОВ — 17 гв. сд. Преобразована в 1989 году в 129-ю гвардейскую пулемётно-артиллерийскую дивизию. В 2011 году переформирована в 70-ю гв. омсбр. Дислокация до 2012 г. в Барабаше, затем г. Уссурийск. В 2018 году переформирована в 114-й гв. мсп. |
| 126-я мотострелковая Горловская дважды Краснознамённая, ордена Суворова дивизия                                                                                         | 32-й армейский корпус, ОдВО, Симферополь Украинской ССР                                             | см. раздел Дивизии морской пехоты и береговых войск Военно-Морского Флота. Вошла в состав Вооружённых сил Украины и расформирована в 1996 году. Заново сформирована 3 сентября 2014 года как 126-я обрбо. |
| 127-я мотострелковая Краснознамённая дивизия | 7-я гвардейская армия, ЗакВО, Ленинакан Армянской ССР                                               | В годы ВОВ — 261 сд. Преобразована в 102-ю военную базу. Дислокация не изменилась. |
| 128-я гвардейская мотострелковая Туркестанская Краснознамённая дивизия                                                                                                  | 38-я армия, ПрикВО, Мукачево Закарпатской области Украинской ССР                                    | В годы — ВОВ 128-я гвардейская горнострелковая дивизия. Вошла в Вооружённые силы Украины. Переформирована в 128-ю огшбр. Дислокация не изменилась. |
| 129-я учебная мотострелковая Тихоокеанская Краснознамённая, ордена Кутузова дивизия                                                                                     | ДВО, Князе-Волконское Хабаровского края                                                             | В годы ВОВ — 39-я сд. Преобразована в 392-й окружной учебный центр подготовки младших специалистов. Дислокация не изменилась. |
| 131-я мотострелковая Печенгская дивизия | 6-я армия, ЛВО, Печенга Мурманской области РСФСР                                                    | В годы ВОВ — 45-я сд (2 ф). Одно из немногих соединений ВС СССР адаптированное для ведения боевых действий в условиях Арктики. Преобразована в 200-ю омсбр(а) Дислокация не изменилась. |
| 134-я мотострелковая дивизия | ТуркВО, Душанбе Таджикская ССР                                                                      | Послевоенное формирование 1980 года, созданное в пунктах дислокации 201 мсд, убывшей в Афганистан. Расформирована в 1989 году с выводом 201 мсд. |
| 135-я мотострелковая дивизия | 15-я армия, ДВО, Лесозаводск Приморского края РСФСР                                                 | Послевоенное формирование 1960 года, прибывшая из КВО. Преобразована в 1989 году в 130-ю пулемётно-артиллерийскую дивизию. В 2009 году переформирована в 93-ю отдельную мотострелковую бригаду. На данный момент 245-я БХиРВТ. Дислокация не изменилась. |
| 144-я гвардейская мотострелковая Ельнинская Краснознамённая, ордена Суворова дивизия                                                                                    | ПрибВО, Таллин Эстонская ССР                                                                        | Формирование 1957 года. Регалии переданы от расформированной 36-й гв. мехд, а развёртывание происходило на базе 254-го гв. мсп. Выведена в г. Ельня, Смоленской области МВО, преобразована в 4944-ю БХВТ (расформирована в 2004 году). Возрождена в 2016 году. |
| 145-я мотострелковая дивизия | 31-й армейский корпус, ЗакВО, Батуми Грузинской ССР                                                 | В годы ВОВ — 55-й укреплённый район в г. Ленинакан Армянской ССР. Преобразована в 12-ю военную базу ГРВЗ. Выведена и расформирована в 2007 году. |
| 147-я мотострелковая дивизия | 31-й армейский корпус, ЗакВО, Ахалкалаки                                                            | В годы ВОВ — 51-й укреплённый район с той же дислокацией. Преобразована в 62-ю военную базу ГРВЗ. Расформирована и выведена в 2007 году. |
| 150-я учебная мотострелковая дивизия | ЗабВО Борзя Читинской области                                                                       | Послевоенное формирование конца 60-х годов. В 1987 году преобразована в 213-й окружной учебный центр. В 1994 году в 168-ю отдельную мотострелковую бригаду. В конце 1990-х годов расформирована. |
| 152-я мотострелковая дивизия | ЗакВО Кутаиси Грузинской ССР                                                                        | Послевоенное формирование конца 1960-х годов. Переформирована в 1990 году в БХВТ. Расформирована в 1991 году. |
| 155-я мотострелковая дивизия | 32-я армия, ТуркВО, Усть-Каменогорск КазССР                                                         | Послевоенное формирование 1970 года. В 1989 году переформирована в 5203-ю БХВТ. Вошла в Вооружённые силы Казахстана. В 1994 году на базе 511-го мотострелкового полка 155-й мсд создана 4-я отдельная мотострелковая бригада. В 2004 году 4-я отдельная мотострелковая бригада переформирована в 4-ю отдельную механизированную бригаду и ныне дислоцируется в пгт Ново-Ахмирово. |
| 157-я мотострелковая дивизия | 32-й армейский корпус, ОдВО, Феодосия Украинской ССР                                                | Послевоенное формирование 1969 года. Создана на базе 91-го мсп 52-й мсд Преобразована в 1990 году в 5378-ю БХВТ. |
| 161-я мотострелковая Станиславская Краснознамённая, ордена Богдана Хмельницкого дивизия                                                                                 | 13-я армия, ПрикВО, Изяслав Хмельницкой области Украинской ССР                                      | Вошла в Вооружённые силы Украины Переформирована в 161-ю отдельную механизированную бригаду существовавшую на 2001 год. Впоследствии была расформирована. |
| 164-я мотострелковая Витебская Краснознамённая дивизия | 7-я гвардейская армия, ЗакВО Ереван Армянская ССР                                                   | Частично выведена в 1992 года в н. п.Шерловая Гора Читинской области РСФСР и переформирована в 6052-ю БХВТ. Оставшиеся части вошли в Вооружённые силы Армении. |
| 167-я мотострелковая дивизия | СибВО Бийск, Алтайский край РСФСР                                                                   | Послевоенное формирование 1970-х годов. Преобразована в 5349-ю БХВТ. |
| 180-я мотострелковая Киевская Краснознамённая, орденов Суворова и Кутузова дивизия                                                                                      | ОдВО Белгород-Днестровский Одесской области Украинской ССР                                          | Вошла в Вооружённые силы Украины Переформирована в 27-ю отдельную механизированную бригаду существовавшую на 2001 год. Впоследствии была расформирована. |
| 192-я мотострелковая дивизия | 35-я армия, ДВО, Благовещенск Амурской области РСФСР                                                | В 1989 году преобразована в 126-ю пулемётно-артиллерийскую дивизию. |
| 194-я мотострелковая дивизия | 15-я армия, ДВО, Хабаровск РСФСР                                                                    | Послевоенное формирование конца 1960-х годов. Расформирована. |
| 199-я мотострелковая дивизия | 5-я армия, ДВО, Красный Кут Приморского края РСФСР                                                  | Послевоенное формирование конца 1960-х годов. Преобразована в 5506-ю БХВТ. |
| 201-я мотострелковая Гатчинская дважды Краснознамённая дивизия | 40-я армия ТуркВО, Кундуз, Афганистан                                                               | Выведена в 1989 году в Таджикскую ССР. С Распадом СССР отошла к ВС России. Переформирована в 2004 году в 201-ю военную Гатчинскую дважды Краснознамённую, ордена Жукова базу. Полки переформированы в отдельные батальоны и дивизионы. Дислоцируется в городах Душанбе, Куляб и Курган-Тюбе Таджикистана. |
| 203-я мотострелковая Запорожско-Хинганская Краснознамённая, ордена Суворова дивизия                                                                                     | 32-я армия, ТуркВО, Караганда Казахской ССР                                                         | В 1989 преобразована в 5204-ю БХВТ. Вошла в Вооружённые силы Казахстана. В 2006 году переформирована в 7-ю отдельную механизированную Запорожско-Хинганскую Краснознамённую, ордена Суворова бригаду. |
| 206-я мотострелковая дивизия | 13-й армейский корпус, МВО, Тамбов РСФСР                                                            | Послевоенное формирование конца 1960-х годов. Преобразована в 1989 году в 5347-ю БХВТ. Дислокация не изменилась. |
| 207-я мотострелковая Померанская Краснознамённая, ордена Суворова дивизия                                                                                               | 2-я гвардейская танковая армия, ГСВГ, Штендаль                                                      | Расформирована в 1992 году. |
| 213-я мотострелковая дивизия | ПУрВО, Тоцк Оренбургской области РСФСР                                                              | Послевоенное формирование 1968 года. Создано на базе 433-го мотострелкового полка 29-й мотострелковой дивизии. Расформирована. |
| 218-я мотострелковая дивизия | СибВО, Кызыл Тувинской АССР РСФСР                                                                   | Послевоенное формирование 1970-х годов. Расформирована. |
| 219-я мотострелковая дивизия | ДВО, Возжаевка Амурской области РСФСР                                                               | Послевоенное формирование 1970-х годов. Преобразована в базу хранения. |
| 242-я мотострелковая дивизия | 33-й армейский корпус, СибВО, Абакан Хакасской АССР РСФСР                                           | Послевоенное формирование 1970-х годов. Преобразована в 5350-ю БХВТ. |
| 245-я мотострелковая дивизия | 29-я армия, ЗабВО, Гусиноозёрск Бурятской АССР РСФСР                                                | Послевоенное формирование 1967 года. Преобразована в базу хранения. |
| 254-я мотострелковая Черкасская ордена Ленина, Краснознамённая, орденов Суворова, Кутузова и Богдана Хмельницкого дивизия                                               | ЮГВ, Секешфехервар, Венгрия                                                                         | Выведена в 1990 году в г. Артёмовск Донецкой области Украинской ССР. Вошла в Вооружённые силы Украины и была переформирована в 254-ю механизированную дивизию существовавшую на 2001 год. Переформирована в 2001 году в 1282-й центр обеспечения бронетанковым вооружением и техникой (1282-й ЦОБТВиТ). Дислокация не изменилась. |
| 265-я мотострелковая Выборгская дивизия | ДВО, Екатериновка Приморского края РСФСР                                                            | Преобразована в 1989 году в 5507-ю БХВТ. |
| 266-я мотострелковая Артёмовско-Берлинская Краснознамённая ордена Суворова дивизия                                                                                      | 35-я армия, ДВО, Райчихинск Амурской области РСФСР                                                  | Преобразована в 1989 году в 5508-ю БХВТ и затем в 2007 году расформирована. |
| 270-я мотострелковая дивизия | 15-я армия, ДВО, п. Красная речка (Хабаровск) РСФСР                                                 | Переформирована в 2010 году в 243-ю БХиРВТ в г. Хабаровск. 882-й мсп 270-й мсд переформирован в 64-ю омсбр с передислокацией в Князе-Волконское Хабаровского края. |
| 272-я мотострелковая Свирско-Померанская Краснознамённая, ордена Красной Звезды дивизия                                                                                 | 43-й армейский корпус, ДВО, Бабстово Еврейской АО Приморского края РСФСР                            | Преобразована в 1989 году в 128-ю пулемётно-артиллерийскую дивизию. Позже переформирована в 69-ю обрп. Дислокация не изменилась. |
| 277-я мотострелковая ордена Кутузова дивизия | 5-я армия, ДВО, Сергеевка Приморского края РСФСР                                                    | В годы ВОВ — 66-я сд в составе 2-го Дальневосточного фронта. Преобразована в 127-ю пулемётно-артиллерийскую дивизию. Позже преобразована в 59-ю омсбр, затем возрождена как 127-я мотострелковая дивизия в 2018 году. Дислокация не изменилась. |
| 295-я мотострелковая Херсонская ордена Ленина, Краснознамённая, ордена Суворова дивизия                                                                                 | 4-я армия, ЗакВО, Баку, Азербайджанская ССР                                                         | Вошла в Вооружённые силы Азербайджана. Переформирована в 4-й армейский корпус. |

## Танковые дивизии
Полный список танковых дивизий (49 соединений) существовавших на начало 1989 года в составе ВС СССР.
- Примечание:

1. В список включены учебные танковые дивизии (9 утд) переформированные с конца 1980-х в Окружные учебные центры танковых войск (ОУЦ), которые по своей структуре формирований фактически остались дивизиями;
2. В списке приводятся порядковые номера и типы формирований (предшественники) на период Великой Отечественной войны, из которых впоследствии были сформированы танковые дивизии (преемники);
3. В списке не приводятся запасные танковые дивизии (зтд). Данные формирования в период до и после 1989 года представляли собой Базы хранения вооружения и техники (БХВТ), без положенного по штату личного состава и не являлись полноценными боевыми соединениями. В ВС СССР имелось до 13 зтд[1].
4. В списке не приводятся танковые дивизии кадра. Данные дивизии представляли собой соединения со штатами «В» или «Г».

| Дивизия (полное наименование) | Дислокация, 1989                                                                    | Дислокация, 2006 |
| --- | ----------------------------------------------------------------------------------- | --- |
| 1-я танковая Инстербургская Краснознамённая дивизия | 11-я гвардейская армия, ПрибВО, Калининград                                         | В годы ВОВ — 1-й тк. В 1995 году преобразована в 2-ю отдельную гвардейскую танковую бригаду и переведена в состав БФ. В 1998 году — преобразована в 385-ю БХВТ. Расформирована в 2008 году |
| 2-я гвардейская танковая Тацинская Краснознамённая, ордена Суворова дивизия | 39-я армия, ЗабВО, Чойбалсан (Монголия)                                             | В годы ВОВ — 24-й тк и 2-й гв.тк. Выведена в 1990 года и размещена на ст. Безречная Читинской области, ЗабВО (на место 11-й гв. мсд). В 2001 году переформирована в 3742-ю ЦБРТ. Расформирована в 2005 году, с воссозданием в 2009 году 5-й гв. отбр, являющейся преемником 2-й гв.тд; ныне дислоцируется в Улан-Удэ (ЗабВО).                                                                                        |
| 3-я гвардейская танковая Котельниковская Краснознамённая, ордена Суворова дивизия | 7-я танковая армия (СССР) БелВО н.п. Заслоново Витебской области Белорусской ССР    | В годы ВОВ — 7-й тк и 3-й гв.тк. Преобразована в БХВТ. Вошла в Вооружённые силы Белоруссии. Расформирована |
| 4-я гвардейская танковая Кантемировская ордена Ленина, Краснознамённая дивизия имени Ю. В. Андропова                                                                                              | Московский военный округ, Наро-Фоминск Московской области                           | В годы ВОВ — 17-й тк и 4-й гв.тк. В 2009 переформирована в 4-ю гв. отбр. В 2013 возрождена. |
| 5-я гвардейская танковая Донская Будапештская Краснознамённая, ордена Красной Звезды дивизия имени Е. А. Щаденко                                                                                  | ЗабВО, Кяхта Бурятской АССР РСФСР                                                   | В годы ВОВ — 5-й гв. кк. С мая 1946 г. по 1955 г. — 5-я гвардейская кавалерийская дивизия. С 1955 — 1-я гвардейская тяжёлая танковая дивизия, затем 18-я гвардейская тяжёлая танковая дивизия с 1965 г. 5-я гвардейская танковая дивизия. В 2009 году 5-я гв.тд (ф1965) была переформирована в 37-ю гв. омсбр с дислокацией в г. Кяхта (36-я армия ВостВО).                                                          |
| 6-я гвардейская танковая Киевско-Берлинская ордена Ленина, Краснознамённая, орденов Суворова и Богдана Хмельницкого дивизия.                                                                      | 28-я армия, БелВО, Гродно Белорусской ССР                                           | В годы ВОВ — 12 тк и 6 гв.тк. В 1979 году выведена в СССР из состава ГСВГ. Вошла в Вооружённые силы Республики Беларусь. В 1992 году переформирована 6-ю гв. омехбр с сохранением почётных регалий. Дислокация не изменилась |
| 7-я гвардейская танковая Киевско-Берлинская ордена Ленина, дважды Краснознамённая, ордена Суворова дивизия                                                                                        | 3-я ударная армия, ГСВГ, Дессау-Рослау (ГДР)                                        | В годы ВОВ — 15-й тк и 7-й гв.тк. Расформирована в 1990 году |
| 8-я гвардейская танковая Краснознамённая дивизия | 5-я гвардейская танковая армия, БелВО Осиповичи Могилевской области Белорусской ССР | В годы ВОВ — 2-й тк и 8-й гв.тк. Расформирована в 1990 году |
| 9-я танковая Бобруйско-Берлинская Краснознамённая, ордена Суворова дивизия | 1-я гвардейская танковая армия, ГСВГ, Риза, Цайтхайн (ГДР)                          | В годы ВОВ — 9-й тк. Расформирована в 1991 году |
| 10-я гвардейская танковая Уральско-Львовская ордена Октябрьской Революции, Краснознамённая, орденов Суворова и Кутузова добровольческая дивизия имени Маршала Советского Союза Р. Я. Малиновского | 3-я Ударная армия, ГСВГ, Альтенграбов (ГДР)                                         | В годы ВОВ — 30-й тк и 10-й гв.тк. Выведена в Богучар Воронежской области РСФСР, МВО. В 2009 году переформирована в БХВТ. Дислокация не изменилась |
| 11-я гвардейская танковая Прикарпатско-Берлинская Краснознамённая, ордена Суворова дивизия | 1-я гвардейская танковая армия, ГСВГ, Дрезден (ГДР)                                 | В годы ВОВ — 6-й тк и 11-й гв.тк. Выведена в Слоним Гродненской области Белорусской ССР. Вошла в Вооружённые силы Белоруссии. Переформирована в 11-ю гв. омехбр |
| 12-я гвардейская танковая Уманская ордена Ленина, Краснознамённая, ордена Суворова дивизия | 3-я Ударная армия, ГСВГ, Нойруппин (ГДР)                                            | В годы ВОВ — 16-й тк и 12-й гв.тк. Расформирована в 1991 году |
| 13-я гвардейская танковая Полтавская ордена Ленина, дважды Краснознамённая, орденов Суворова и Кутузова дивизия                                                                                   | ЮГВ, Веспрем (Венгрия)                                                              | В годы ВОВ — 13-я гв.сд. Выведена и расформирована в 1989 году |
| 14-я танковая дивизия | СКВО, Новочеркасск Ростовской области РСФСР                                         | Послевоенное формирование 1974 года. В 1974 году 51-я танковая дивизия была передислоцирована в МНР. В том же году на освободившемся месте была сформирована 14-я танковая дивизия. В 1989 году 14-я танковая дивизия была переформирована в 100-ю дивизию оперативного назначения ВВ МВД СССР. Дислокация не изменилась.                                                                                            |
| 15-я гвардейская танковая Мозырская Краснознамённая, ордена Суворова дивизия | ЦГВ, Миловице (Чехословакия)                                                        | В годы ВОВ — 55-я гв.кд и 15-я гв.кд. Расформирована в 1991 году. Некоторые части 15-й гв.тд вошли в состав 34-й мсд с дислокацией в Чебаркуле, оставшаяся часть преобразована в БХВТ в Чебаркуле Челябинской области |
| 16-я гвардейская танковая Уманская ордена Ленина, Краснознамённая, ордена Суворова дивизия | 2-я гвардейская танковая армия, ГСВГ, Нойштрелиц (ГДР)                              | В годы ВОВ — 9-й гв.тк. Выведена в Чайковский Пермской области, ПУрВО, преобразована в 5967-ю БХВТ. Дислокация не изменилась |
| 17-я гвардейская танковая Криворожская Краснознамённая, ордена Суворова дивизия | 6-я гвардейская танковая армия, КВО, Кривой Рог УССР                                | В годы ВОВ — 20 гв.сд. Вошла в Вооружённые силы Украины. Переформирована в 17-ю отбр. Дислокация не изменилась |
| 19-я гвардейская танковая Николаевско-Будапештская Краснознамённая, ордена Суворова дивизия | ЮГВ, Эстергом (Венгрия)                                                             | В годы ВОВ — 2-й гв.мк. Выведена в н.п. Заслоново (Горский с/с) Витебской области Белорусской ССР. Вошла в Вооружённые силы Белоруссии. Переформирована в 19-ю БХВТ, затем перформирована в 19-ю гв. омехбр. |
| 20-я танковая Звенигородская Краснознамённая дивизия | Северная группа войск, Жагань (Польша)                                              | В годы ВОВ — 20-й тк. Расформирована в 1991 году |
| 21-я гвардейская танковая Витебская ордена Ленина, Краснознамённая, ордена Суворова дивизия | 35-я армия, ДВО, Белогорск Амурской области РСФСР                                   | В годы ВОВ — 31-я гв. сд. В период с 1957 по 1977 годы — 31-я гвардейская мотострелковая дивизия с дислокацией в Каунасе Литовской ССР. В 1977 году переформирована в 21-ю гвардейскую танковую дивизию, с передислокацией на Дальний Восток. Переформирована в 38-ю гв. омсбр. |
| 23-я учебная танковая Будапештская Краснознамённая, ордена Суворова дивизия | 8-я танковая армия, ПрикВО, Овруч Житомирской области Украинской ССР                | В годы ВОВ — 23-й тк. Переформирована в 1987 году в учебную танковую дивизию. Преобразована в 1989 году в 6065-ю БХВТ. Вошла в Вооружённые силы Украины. Переименована в 129-ю БХВТ. Дислокация не изменилась. |
| 24-я учебная танковая дивизия | ПрибВО, Рига Латвийская ССР                                                         | Послевоенное формирование 1957 года. В 1987 году переформирована в 54-й окружной учебный центр. Выведена в 1991 году в н.п.Струги Красные Псковской области, ЛВО. Преобразована в 42-ю БХВТ |
| 25-я танковая Краснознамённая дивизия | 20-я гвардейская общевойсковая армия, ГСВГ, Фогельзанг (ГДР)                        | В годы ВОВ — 25-й тк. Расформирована в 1989 году |
| 26-я гвардейская учебная танковая Московско-Тартуская Краснознамённая дивизия | МВО, Ковров Владимирской области РСФСР                                              | В годы ВОВ — 130-я сд (2ф) и 53-я гв.сд. Преобразована в 1987 году и существует поныне как 467-й гвардейский окружной учебный Московско-Тартуский Краснознамённый центр подготовки младших специалистов (танковых войск). Дислокация не изменилась |
| 27-я учебная танковая дивизия | ДВО, Завитинск Амурской области РСФСР                                               | Послевоенное формирование 1969 года. В 1987 году переформирована в 395-й окружной учебный центр. Дислокация не изменилась |
| 28-я танковая Александрийская Краснознамённая, ордена Кутузова дивизия | 28-я армия, БелВО, Слоним Гродненской области БССР                                  | В годы ВОВ — 8-й мк (2ф). Вошла в Вооружённые силы Белоруссии. Преобразована в 28-ю БХВТ с передислокацией в Барановичи Брестской области. Дислокация не изменилась |
| 29-я танковая Знаменская ордена Ленина, Краснознамённая, ордена Суворова дивизия | 5-я гвардейская танковая армия, БелВО, Слуцк Минской области БССР                   | В годы ВОВ — 29-й тк. Вошла в Вооружённые силы Белоруссии. Преобразована в 29-ю БХВТ. Дислокация не изменилась |
| 30-я гвардейская танковая Ровенская Краснознамённая, ордена Суворова дивизия | 8-я танковая армия, ПрикВО, Новоград-Волынский Житомирской области УССР             | В годы ВОВ — 83-я кд и 13-я гв.кд. Вошла в Вооружённые силы Украины. 30-я гв.тд существовала на 2001 год. Впоследствии была расформирована |
| 31-я танковая Висленская Краснознамённая, орденов Суворова и Кутузова дивизия | 28-й армейский корпус, ЦГВ, Брунталь (ЧССР)                                         | В годы ВОВ — 100-я тбр и 31-й тк. Выведена в 1991 году в МВО, н.п. Мулино Горьковской области. Вместе с частями 47-й гв.тд была переформирована в 3-ю мотострелковую дивизию. В 2009 г. 3-я мсд переформирована в 174-ю БХВТ, 6-ю отбр (бывший 100 тп) и 9-ю омсбр, последняя унаследовала регалии 3-й мсд. В 2016 г. 3-я мсд возрождена на базе 9-й омсбр и 23-й гв. омсбр с дислокацией в г. Валуйки и г. Богучар. |
| 32-я гвардейская танковая Полтавская Краснознамённая, орденов Суворова и Кутузова дивизия | 20-я гвардейская общевойсковая армия, ГСВГ, Ютеборг (ГДР)                           | В годы ВОВ — 9-я гв.вдд Расформирована в 1991 году |
| 34-я танковая Днепровская ордена Суворова дивизия | 7-я танковая армия, БелВО, Борисов Минской области БССР                             | В годы ВОВ — 10-й тк Вошла в Вооружённые силы Белоруссии. Преобразована в 34-ю БХВТ. Расформирована. |
| 37-я гвардейская танковая Речицкая дважды Краснознамённая, орденов Суворова, Кутузова и Богдана Хмельницкого дивизия                                                                              | 7-я танковая армия, БелВО, Полоцк Витебской области БССР                            | В годы ВОВ — 37-я сд. Вошла в Вооружённые силы Белоруссии. Преобразована в 37-ю Речицкую БХВТ. Дислокация не изменилась |
| 40-я гвардейская Померанская Краснознамённая, ордена Суворова танковая дивизия | 11-я гвардейская армия, ПрибВО, Советск Калининградской области                     | В годы ВОВ — 17-я гв.кд. Преобразована в 10-ю отдельную танковую бригаду, затем в 196-ю БХВТ. Расформирована в 2008 году |
| 41-я гвардейская танковая Корсуньско-Дунайская ордена Суворова дивизия | 1-я гвардейская армия, КВО, Умань Черкасской области УССР                           | В годы ВОВ — 41-я гв.сд. Преобразована в 1989 году в 5193-ю БХВТ. Вошла в Вооружённые силы Украины. Расформирована |
| 42-я гвардейская танковая Прилукская ордена Ленина, Краснознамённая, ордена Богдана Хмельницкого дивизия                                                                                          | 6-я гвардейская танковая армия, КВО, Днепропетровск УССР                            | В годы ВОВ — 42-я гв.сд. Преобразована в 5139-ю гв. БХВТ. Вошла в Вооружённые силы Украины. Дислокация не изменилась |
| 44-я учебная танковая Лисичанская Краснознамённая дивизия | ПУрВО, Камышлов Свердловской области РСФСР                                          | В годы ВОВ — 279-я сд (2ф). Преобразована в 1989 году в 473-й окружной учебный центр. В 2004 году объединена с 469-м ОУЦ (43-й учебной мотострелковой дивизией) под общим названием — 473-й окружной учебный Лисичанский Краснознамённый центр. Дислокация не изменилась |
| 45-я гвардейская учебная танковая Ровенская ордена Ленина, Краснознамённая, ордена Суворова дивизия                                                                                               | БелВО, Борисов (военгородок Печи) Минской области БССР                              | В годы ВОВ — 6-я гв.сд. Преобразована в 1989 году в 72-й окружной учебный центр. Вошла в Вооружённые силы Белоруссии. Дислокация не изменилась |
| 47-я гвардейская танковая Нижнеднепровская Краснознамённая, ордена Богдана Хмельницкого дивизия                                                                                                   | 3-я общевойсковая армия, ГСВГ, Хиллерслебен (ГДР)                                   | В годы ВОВ — 47-я гв.сд. Выведена в 1991 году в МВО, н.п. Мулино Горьковской области. 99-й гв. сап и 245-й гв. мсп пошли на формирование 3-й мсд. |
| 48-я гвардейская учебная танковая Звенигородская Краснознамённая, ордена Суворова дивизия | КВО, Десна Черниговской области УССР                                                | В годы ВОВ — 5-я гв.вдд. Преобразована в 1987 году в 169-й гвардейский окружной учебный центр. Вошла в Вооружённые силы Украины. Дислокация не изменилась |
| 49-я учебная танковая дивизия имени Л. И. Брежнева | ЗабВО, Чита (военгородок Песчанка, и Антипиха), РСФСР                               | Послевоенное формирование 1969 года. Преобразована в 1987 году в 212-й гвардейский окружной учебный Венский орденов Ленина и Кутузова центр подготовки младших специалистов (танковых войск) имени генерал-полковника И. Н. Руссиянова. Почётные регалии и гвардейский статус ей были переданы от расформированной в Грузии 100-й гв. умсд.                                                                          |
| 51-я танковая дивизия | 39-я армия ЗабВО, Улан-Орхон (Орхон, Булган), и Сайн-Шанд (МНР)                     | Послевоенное формирование 1968 года. Выведена 1989 году в Наушки Бурятской АССР РСФСР и преобразована в 6063-ю БХВТ. В 1991 году передислоцирована в Нижнеудинск, где ей были переданы почётные регалии от 15 мсд расформированной в ЗакВО. В 2009 году переформирована в 187-ю Сивашско-Штеттинскую ордена Ленина, дважды Краснознамённую, орденов Суворова и Трудового Красного Знамени БХиРВТ.                    |
| 60-я танковая Севско-Варшавская Краснознамённая, ордена Суворова дивизия | 13-й гв. АК, МВО, Дзержинск Горьковской области РСФСР                               | В годы ВОВ — 60-я сд. В 1980 году 285-й танковый полк передислоцирован в Афганистан в состав 108-й мсд. В 1989 году 60-я тд расформирована |
| 75-я гвардейская тяжёлая танковая Бахмачская дважды Краснознамённая, ордена Суворова дивизия | 6-я гвардейская танковая армия , КВО, Чугуев Харьковской области УССР               | В годы ВОВ — 75-я гв.сд. Сформирована в 1954 году на базе 64-й гв.мд как 14-я гв.ттд. В 1965 году переименована в 75-ю гв.ттд. В 1989 году была расформирована. На момент расформирования имела на вооружении тяжёлые танки Т-10. |
| 76-я танковая дивизия | БелВО, Брест БССР                                                                   | Послевоенное формирование 1969 года. В 1989 году переформирована в 5356-ю БХВТ. Вошла в Вооружённые силы Белоруссии. Расформирована |
| 78-я танковая Невельская Краснознамённая дивизия | 32-я армия, ТуркВО Аягуз Восточно-Казахстанской области КазССР                      | В годы ВОВ — 78-я тбр. Вошла в состав Вооружённых сил Казахстана Расформирована в 2003 году на 3 отдельные бригады. Преемником считается 11-я танковая бригада имени Кабанбай-батыра. Дислокация вновь созданных бригад не изменилась. |
| 79-я гвардейская танковая Запорожская ордена Ленина, Краснознамённая, орденов Суворова и Богдана Хмельницкого дивизия                                                                             | 8-я гвардейская армия, ГСВГ, Йена (ГДР)                                             | В годы ВОВ — 284-я сд 2(ф) и 79-я гв.сд. Выведена в Самарканд В 1992 году 79-я гв.тд расформирована |
| 90-я гвардейская танковая Львовская ордена Ленина, Краснознамённая, ордена Суворова дивизия (формирования 1985 года)                                                                              | 20-я гвардейская общевойсковая армия ГСВГ, Бернау (ГДР)                             | В годы ВОВ — 6-й гв.мк. До 1985 года — 6-я гвардейская мотострелковая Львовская ордена Ленина Краснознамённая ордена Суворова дивизия. В 1985 году переформирована в 90-ю гв. тд. В 1993 году выведена в н.п. Черноречье Самарской области и вошла в состав 2-й гвардейской армии ПриВО. В 1997 году преобразована в 5968-ю гв. БХВТ. Расформирована в 2005 году, 81-й гв. мсп вошёл в состав 27-й гв. мсд.          |
| 117-я гвардейская учебная танковая Бердичевская ордена Богдана Хмельницкого дивизия | ПрикВО Бердичев Житомирской области УССР                                            | В годы ВОВ — 117 гв.сд. Преобразована в 1987 году в 119-й гвардейский окружной учебный центр. Вошла в Вооружённые силы Украины. В 2000 году на базе 119-й гв. ОУЦ была сформирована 62-я отдельная механизированная бригада. В 2004 году переформирована в 26-ю артиллерийскую Бердичевскую ордена Богдана Хмельницкого бригаду, которая и считается преемником 117-й гв.утд. Дислокация не изменилась.              |
| 193-я танковая Днепровская ордена Ленина, Краснознамённая, орденов Суворова и Кутузова дивизия | БелВО, Бобруйск Могилёвской области БССР                                            | В годы ВОВ — 193 сд (2ф). Вошла в Вооружённые силы Белоруссии. Преобразована в 1991 году в 193-ю БХВТ. |

## Воздушно-десантные дивизии

Флаг ВДВ СССР

Полный список воздушно-десантных дивизий (8 соединений) существовавших в ВС СССР на 1989 год.
- Примечание:

1. В списке приводятся порядковые номера и типы формирований (предшественники) на период Великой Отечественной войны, из которых впоследствии были сформированы воздушно-десантные дивизии (преемники)
2. Включена 44-я гв.увдд, которая была переформирована в 1987 году в 242-й УЦ ВДВ, который по своей структуре формирования остался дивизией.
3. Включена 105-я гв.вдд, которая повторно формировалась в период с середины 1990 по конец 1991 года, и практически была воссоздана[20].

| Дивизия (полное наименование)                                                                                          | Дислокация, Состояние на 1989                             | Дислокация, Состояние на 2006 |
| --- | --------------------------------------------------------- | --- |
| 7-я гвардейская воздушно-десантная Краснознамённая, ордена Кутузова дивизия                                            | Каунас Литовской ССР, ПрибВО                              | В годы ВОВ — 322-й гв.пдп в составе 8-й гв.вдк. В 1993 году передислоцирована в Новороссийск, Северо-Кавказский военный округ. Преобразована в 2006 году в десантно-штурмовую (горную) дивизию. |
| 44-я гвардейская учебная воздушно-десантная Овручская Краснознамённая, орденов Суворова и Богдана Хмельницкого дивизия | Гайжюнай Литовской ССР, ПрибВО                            | В годы ВОВ — 4-я гв.вдд. Преобразована в 1987 году в 242-й учебный центр подготовки младших специалистов ВДВ. В 1993 году передислоцирован в Омск. |
| 76-я гвардейская воздушно-десантная Черниговская Краснознамённая, ордена Кутузова дивизия                              | Псков РСФСР, ЛВО                                          | В годы ВОВ — 157-я сд (1ф) и 76-я гв.сд. Преобразована в 2006 году в 76-я гвардейскую десантно-штурмовую дивизию. Дислокация не изменилась. |
| 98-я гвардейская воздушно-десантная Свирская Краснознамённая, ордена Кутузова дивизия                                  | Болград, УССР и Кишинёв, МССР, ОдВО                       | В годы ВОВ — 13-я гв.вдд(1ф) и 98-я гв.сд. В 1993 году передислоцирована в Иваново и в Кострому. |
| 103-я гвардейская воздушно-десантная ордена Ленина, Краснознамённая, ордена Кутузова дивизия имени 60-летия СССР       | Витебск, БССР БелВО                                       | В годы ВОВ — 13-я гв.вдд(2ф) и 103-я гв.сд. В 1989 году выведена из Афганистана. В связи со сложной обстановкой в Закавказье, в период с 4 января 1990 года до 28 августа 1991 года, была переподчинена от МО СССР в состав Пограничных войск КГБ СССР. По окончании этого периода передислоцирована на прежнее место дислокации, которую занимала до 1980 года — в БССР. При этом три части 103-й гв.вдд — 1179-й гвардейский артиллерийский Краснознамённый полк, 105-й отдельный гвардейский зенитно-ракетный дивизион и 609-й отдельный батальон десантного обеспечения — были передислоцированы из БелВО в ТуркВО в г. Фергану — на повторное формирование 105-й гв.вдд. В 1992 году отошла Вооружённым Силам Республики Беларусь. Переформирована в 103-ю отдельную мобильную бригаду |
| 104-я гвардейская воздушно-десантная Краснознамённая, ордена Кутузова дивизия                                          | Кировабад АзССР, ЗакВО                                    | В годы ВОВ — 104-я гв.сд. В 1993 году передислоцирована в Ульяновск и в 1998 году переформирована в 31-ю отдельную гвардейскую десантно-штурмовую бригаду |
| 105-я гвардейская воздушно-десантная Венская Краснознамённая дивизия                                                   | Капчагай КазССР, Иолотань ТуркССР, Фергана УзбССР, ТуркВО | В годы ВОВ — 105-я гв.сд. В 1979 году расформирована. По состоянию на конец 1991 года находилась в заключительной стадии повторного формирования, с фактически полным наличием всех воинских частей дивизионного комплекта и укомплектованным личным составом. В связи с распадом СССР, части дивизии отошли в Вооружённые силы Казахстана, Узбекистана, России и Туркменистана. |
| 106-я гвардейская воздушно-десантная Краснознамённая, ордена Кутузова дивизия                                          | Тула и Рязань РСФСР, МВО                                  | В годы ВОВ — 16-я гв.вдд и 106-я гв.сд. Дислокация не изменилась. |

## Артиллерийские дивизии
Полный список артиллерийских дивизий (11 соединений), существовавших в составе ВС СССР на 1989 год.
- Примечание:

1. В список включена 20-я учебная артиллерийская дивизия, переформированная в 1987 году в 468-й окружной учебный артиллерийский центр, которая по своей организационно-штатной структуре осталась дивизией.
2. В списке приводятся порядковые номера и типы формирований (предшественники) на период Великой Отечественной войны, из которых впоследствии были сформированы артиллерийские дивизии (преемники)
3. В списке не приводятся артиллерийские дивизии кадра. Данные дивизии представляли собой соединения со штатами «В» или «Г».

| Дивизия (полное наименование)                                                                                | Дислокация, Состояние на 1989                | Дислокация, Состояние на 2006 |
| --- | -------------------------------------------- | --- |
| 2-я гвардейская артиллерийская Перекопская Краснознамённая, ордена Суворова дивизия                          | ЛВО, Пушкин Ленинградской области РСФСР      | В годы ВОВ — 2-я гв. ад прорыва РГК (с 10 июня 1943 года). В 1993 году дивизия была расформирована, а её почётные наименования были переданы 34-й артиллерийской дивизии. |
| 12-я артиллерийская Пражская Краснознамённая ордена Суворова дивизия                                         | ЗабВО, Шелехов Иркутской области РСФСР       | Сформирована в 1943 году как 104 габр БМ. В начале 90-х переформирована 7019-ю Пражскую Краснознамённую, ордена Суворова БХиРВТ. В 2005 году на её базе сформирована 232-я реактивная артиллерийская Пражская Краснознамённая, ордена Суворова бригада. Дислокация не изменилась |
| 15-я гвардейская артиллерийская Неманская Краснознамённая орденов Суворова и Кутузова дивизия                | ДВО, Уссурийск Приморского края РСФСР        | В годы ВОВ — 15-я гвардейская армейская пушечная артиллерийская бригада. Сформирована в 1943 году. В 1960-е годы 20-й тяжёлый пушечный артиллерийский полк (сформирован в 1944 году из 406-го отпадн и передан после ВОВ в состав 15-й ад), был переформирован в 305-ю артиллерийскую Гумбиненскую Краснознамённую бригаду и передислоцирован в 2009 году из н.п. Покровка Хабаровского края в Уссурийск. Остатки дивизии переформированы в 7020-ю БХиРВТ. Дислокация не изменилась |
| 20-я учебная артиллерийская дивизия                                                                          | МВО, Мулино Горьковской области РСФСР        | В годы ВОВ — 41-я пушечная артиллерийская бригада 12-й ад прорыва РГК (с января 1943 года). Развёрнута 12.06.1975 из 41-й артиллерийской бригады. Единственная учебная артиллерийская дивизия в ВС СССР. В 1987 году переформирована в 468-й окружной учебный центр. После Распада СССР и вывода войск ГСВГ, части 20-й уад включены в состав 34-й гвардейской артиллерийской дивизии. В 2001 году 335-я учебная артиллерийская бригада, являвшаяся преемником 20-й уад, выведена из состава 34-й гв. ад и переформирована в 681-й региональный учебный центр боевого применения Ракетных войск и артиллерии. Дислокация не изменилась |
| 26-я артиллерийская Сивашско-Штеттинская дважды Краснознамённая, ордена Суворова дивизия                     | ПрикВО, Тернополь УССР                       | В годы ВОВ — 26-я ад. Отошла к Вооружённым силам Украины Переформирована в 11-ю артиллерийскую бригаду. Дислокация не изменилась |
| 34-я артиллерийская дивизия                                                                                  | ГСВГ, Потсдам ГДР                            | Сформирована в сентябре 1945 года в составе 4-го артиллерийского корпуса как 34-я ад. Единственная дивизия Сухопутных войск СССР состоявшая не из полков, а только из бригад. В 1993 году выведена из ГСВГ в Мулино Нижегородской области. В 1994 году получила гвардейское звание, почётное наименование и награды расформированной 2-й гв. ад. Расформирована в 2009 году. |
| 51-я гвардейская артиллерийская Рогачёвско-Новороссийская Краснознамённая дивизия                            | БВО, Осиповичи Могилёвской области БССР      | В годы ВОВ — 83-й гв.гап (корпусной) в составе 31-й армии и 49-й армии. 51-я гв.ад сформирована в 1972 году. Отошла к Вооружённым силам Республики Беларусь. Переформирована в 51-ю смешанную артиллерийскую Оршанскую группу. Дислокация не изменилась |
| 55-я артиллерийская Будапештская Краснознамённая, орденов Богдана Хмельницкого и Александра Невского дивизия | ОдВО, Запорожье УССР                         | В годы ВОВ — 52-я габр, сформированная в 1943 году. На основе 52-й гаубичной артиллерийской бригады в 1973 году была сформирована 55 ад. Отошла к Вооружённым силам Украины. Переформирована в 55-ю отдельную артиллерийскую Будапештскую Краснознамённую, орденов Богдана Хмельницкого и Александра Невского бригаду имени дважды Героя Советского Союза генерал-полковника Василия Петрова. Дислокация не изменилась |
| 81-я артиллерийская дивизия                                                                                  | ПрикВО, Виноградов Закарпатской области УССР | Послевоенное формирование. Отошла к Вооружённым силам Украины. Переформирована в 230-ю артиллерийскую бригаду существовавшую на 2001 год. Расформирована |
| 110-я гвардейская артиллерийская Перекопская ордена Кутузова дивизия                                         | СКВО, Буйнакск Дагестанской АССР РСФСР       | В годы ВОВ — 30-я гвардейская миномётная бригада в составе 4-й гв.минд 4-го Украинского фронта. 110-я гв. ад была сформирована в 1973 году на базе 30-й гв. реабр. В связи со сложной обстановкой на Северном Кавказе в 1993 году 110-я гв.ад была переформирована в 439-ю гвардейскую реактивную артиллерийскую Перекопскую Краснознамённую, ордена Кутузова бригаду и передислоцирована в г. Знаменск Астраханской области |
| 149-я артиллерийская дивизия                                                                                 | ПрибВО, Калининград РСФСР                    | В годы ВОВ — 149-я пушечная артиллерийская бригада, сформированная в мае 1944 на базе 403-го и 537-го пушечных артиллерийских полков. В послевоенное время развёрнута в дивизию с сохранением номера. После расформирования регалии переданы 26-й ракетной бригаде. |

## Пулемётно-артиллерийские дивизии
Полный список пулемётно-артиллерийских дивизий (8 соединений), существовавших в составе ВС СССР, которые были созданы на базе мотострелковых дивизий в период с 1989 по 1990 годы, за исключением 18-й пулад.
| Дивизия (полное наименование)                                                                              | Дислокация, Состояние на 1989                                                   | Дислокация, Состояние на 2006 |
| --- | ------------------------------------------------------------------------------- | --- |
| 18-я пулемётно-артиллерийская дивизия                                                                      | ДВО, н.п. Горячие Ключи на острове Итуруп н.п.Лагунное на острове Кунашир РСФСР | Сформирована в 1978 году на базе нескольких частей от 129-й умсд (послевоенное формирование). Дислокация не изменилась. |
| 122-я гвардейская пулемётно-артиллерийская дивизия                                                         | 36-я армия, ЗабВО, Даурия, Читинская область РСФСР                              | Создана в 1989 году на базе 122-й гв.мсд (в годы ВОВ — 5-й гв.тк). В 2001 передислоцирована в Алейск Алтайского края как 122-я гв.мсд |
| 126-я пулемётно-артиллерийская дивизия                                                                     | 43-й армейский корпус, ДВО, Биробиджан Еврейской АО Хабаровского края РСФСР     | Создана на базе 192-й мсд (послевоенное формирование). Расформирована |
| 127-я пулемётно-артиллерийская ордена Кутузова дивизия                                                     | 5-я армия, ДВО, Сергеевка Приморского края РСФСР                                | Создана на базе 277-й мсд (в годы ВОВ — 66-я сд). Позже переформирована в 59-ю отдельную мотострелковую ордена Кутузова бригаду с прежней дислокацией. При этом из 218-го танкового полка 127-й пулад сформирована 60-я отдельная мотострелковая Краснознамённая бригада передислоцированная в г. Камень-Рыболов Приморского края, в пункте дислокации расформированной 29-й мотострелковой дивизии. |
| 128-я пулемётно-артиллерийская Свирско-Померанская Краснознамённая, ордена Красной Звезды дивизия          | 43-й армейский корпус, ДВО, Бабстово Еврейской АО Хабаровского края РСФСР       | Создана на базе 272-й мсд (в годы ВОВ — 272-я сд). Переформирована в 69-ю отдельную Свирско-Померанскую Краснознамённую, ордена Красной Звезды Амурскую казачью бригаду прикрытия. Дислокация не изменилась |
| 129-я гвардейская пулемётно-артиллерийская Духовщинско-Хинганская Краснознамённая, ордена Суворова дивизия | 5-я армия, ДВО, н.п.Барабаш Приморского края РСФСР                              | Создана на базе 123-й гв.мсд (в годы ВОВ — 17-я гв. сд). Позже переформирована в 70-ю отдельную гвардейскую мотострелковую Духовщинско-Хинганскую ордена Октябрьской революции, Краснознамённую, ордена Суворова бригаду. Дислокация не изменилась |
| 130-я пулемётно-артиллерийская дивизия                                                                     | 15-я армия, ДВО, Лесозаводск Приморского края РСФСР                             | Создана на базе 135-й мсд. Послевоенное формирование 1960 года. В 2009 году переформирована в 93-ю отдельную мотострелковую бригаду. На данный момент 245-я БХиРВТ. Дислокация не изменилась |
| 131-я гвардейская пулемётно-артиллерийская Лозовская Краснознамённая дивизия                               | 36-я армия, ЗабВО, Сретенск Читинской области РСФСР                             | Создана на базе 38-й гв.мсд (в годы ВОВ — 38-я гв.сд). В период с августа 2001 года по июнь 2009 года — 131-я гвардейская мотострелковая дивизия со сменой дислокации в н.п. Ясная Читинской области. С 2009 года переформирована в 36-ю отдельную гвардейскую мотострелковую Лозовскую Краснознамённую бригаду.                                                                                     |

## Дивизии ВВС

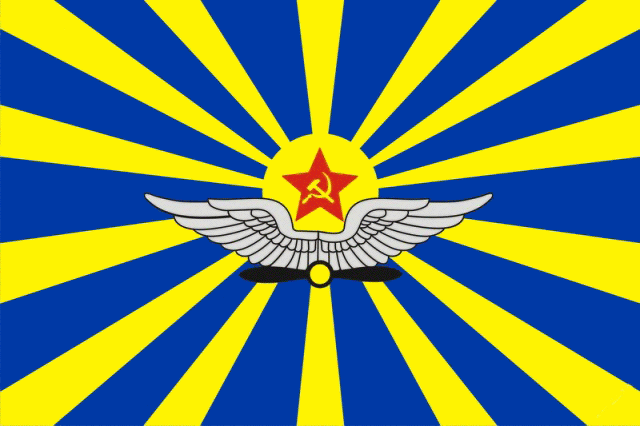
Флаг ВВС СССР

Полный список авиационных дивизий (47 соединений), существовавших в составе ВВС СССР на начало 1989 года.
Включены соединения Дальней Авиации, ВТА, ИБА и ИА.
- Примечания:

1. В списке указаны авиационные дивизии на период Великой Отечественной войны, являющиеся предшественниками перечисленных соединений.
2. В списке не указана 17-я авиационная истребительная дивизия, которая в некоторых источниках находится в подчинении 73-й воздушной армии (49-я ВА до 1989 года) ТуркВО, а в других — 12-й отдельной армии ПВО ТуркВО.

| Дивизия (полное наименование) | Дислокация, Состояние на 1989 | Дислокация, Состояние на 2006 |
| --- | --- | --- |
| 1-я гвардейская бомбардировочная авиационная Сталинградская ордена Ленина, дважды Краснознамённая, орденов Суворова и Кутузова дивизия | 26-я воздушная армия БВО Лида Гродненской области БССР                                                                           | В годы ВОВ — 226-я шад и 1-я гв. шад. Выведена в Ейск, вошла в состав ВВС России |
| 3-я гвардейская военно-транспортная авиационная Смоленская орденов Суворова и Кутузова дивизия                                         | ВТА Полоцк Витебской области БССР                                                                                                | В годы ВОВ — 204-я бад и 1-я гв. бад. С Распадом СССР в 1992 году 339-й военно-транспортный авиационный ордена Суворова полк, входивший в состав дивизии, был передан в ВС Республики Беларусь и переформирован в 50-ю смешанную авиабазу с дислокацией в Мачулищи Минской области. Остальные части дивизии передислоцированы в Кречевицы Новгородской области РФ, а в 1996 году в Смоленск. |
| 4-я истребительная авиационная дивизия                                                                                                 | 14-я воздушная армия ПрикВО Ивано-Франковск и Мукачево Закарпатской области УССР                                                 | Послевоенное формирование 1951 года. Отошла в состав Вооружённых сил Украины. 145-й иап 4-й иад дислоцированный в Ивано-Франковске, а также 114-й иап 131-й иад (который был передислоцирован из ЧССР в Ивано-Франковск в 1989 году) были переформированы в 114-ю бригаду тактической авиации с той же дислокацией. 92-й истребительный авиационный полк был перебазирован из Мукачево в Васильков Киевской области и переформирован в 40-ю бригаду тактической авиации |
| 6-я гвардейская истребительная авиационная Донецко-Сегедская Краснознамённая, ордена Суворова дивизия                                  | 16-я воздушная Краснознамённая армия ГСВГ Мерзебург ГДР                                                                          | В годы ВОВ — 268-я иад и 6-я гв. иад. В 1991 году передислоцирована в состав 14-й воздушной армии в ПрикВО. С Распадом СССР отошла к ВС Украины. Расформирована |
| 6-я гвардейская военно-транспортная авиационная Запорожская Краснознамённая, ордена Богдана Хмельницкого дивизия                       | ВТА Кривой Рог, Арциз, Запорожье УССР                                                                                            | В годы ВОВ — 6-я гв. шад из состава 2-го гв. шак. С распадом СССР в 1992 году отошла в состав ВС Украины. Расформирована |
| 7-я военно-транспортная авиационная дивизия                                                                                            | ВТА Мелитополь, Джанкой УССР | Послевоенное формирование 1965 года. С распадом СССР в 1992 году отошла в состав ВС Украины. Дивизия переформирована в 25-ю гвардейскую транспортную авиационную Московскую бригаду с дислокацией в Мелитополе. Почётные регалии и гвардейское звание унаследовано от входившего в состав 7-й втад — 25-го гвардейского военно-транспортного авиационного Московского полка |
| 8-я авиационная Краснознамённая дивизия особого назначения                                                                             | ВТА Чкаловский Московской области и Омск РСФСР                                                                                   | В годы ВОВ — 2-я авиационная дивизия особого назначения. Предназначалась для перевозки членов правительства и руководства ВС СССР. Дислокация не изменилась |
| 9-я истребительная авиационная дивизия                                                                                                 | МВО Кубинка Московской области и Мигалово Калининской области РСФСР                                                              | Послевоенное формирование 1951 года. В 1989 году 234-й гвардейский истребительный авиационный полк был переименован в 234-й гвардейский смешанный авиационный полк (парадный). В 1992 году 234-й гв. сап был переименован в 237-й гвардейский Проскуровский Краснознамённый орденов Кутузова и Александра Невского центр показа авиационной техники. С этого момента 9-я иад расформирована. |
| 10-я истребительная авиационная дивизия                                                                                                | 73-я воздушная армия ТуркВО Учарал Талды-Курганской области КазССР                                                               | Послевоенное формирование 1970 года. Отошла в состав Вооружённых сил Казахстана. В 1989 году переформирована в Учебный авиационный центр на базе 27-й гвардейского истребительного авиационного Выборгского Краснознамённого полка. При этом оставшийся полк дивизии (134-й истребительно-бомбардировочный авиационный полк) передан в состав 24-й смешанной авиационной дивизии. В 1992 году УАЦ расформирован. |
| 11-я гвардейская истребительная авиационная Днепропетровская Краснознамённая, ордена Богдана Хмельницкого дивизия                      | 36-я воздушная армия ЮГВ Шармеллек/Тёкёль Венгрия                                                                                | В годы ВОВ — 207-я иад и 11-я гв. иад. Расформирована в 1990 году. Части дивизии выведены в СССР в разные военные округа (см. ниже 24-я смешанная авиационная дивизия). |
| 12-я военно-транспортная авиационная Мгинская Краснознамённая дивизия                                                                  | ВТА Тверь, Иваново РСФСР | В годы ВОВ — 12-я аддд и 12-я бад. Дислокация не изменена |
| 13-я гвардейская тяжёлая бомбардировочная авиационная Днепропетровско-Будапештская ордена Суворова дивизия                             | 46-я воздушная армия дальней авиации Полтава Полтавской области УССР                                                             | В годы ВОВ — 13-я гв.бад. Отошла в состав ВС Украины. Дивизия расформирована |
| 15-я гвардейская тяжёлая бомбардировочная авиационная Гомельская дивизия                                                               | 46-я воздушная армия дальней авиации Озёрное Житомирской области УССР                                                            | В годы ВОВ — 15-я гв.бад. Отошла в состав ВС Украины. Дивизия расформирована |
| 16-я гвардейская истребительная авиационная Свирская Краснознамённая дивизия                                                           | 16-я воздушная Краснознамённая армия ГСВГ Рибниц-Дамгартен ГДР                                                                   | В годы ВОВ — 1-я гв.сад и 16-я гв.иад. В 1991 году выведена в Россь Гродненской области БССР. Расформирована в 1992 году. |
| 18-я гвардейская военно-транспортная авиационная Таганрогская Краснознамённая, орденов Суворова и Кутузова дивизия                     | ВТА Паневежис, Шяуляй ЛитССР Тарту ЭССР                                                                                          | В годы ВОВ — 270-я бад и 6-я гв. бад. С Распадом СССР в 1992 году полки дивизии передислоцированы в Оренбург, Тверь и Шадринск РФ. |
| 21-я бомбардировочная авиационная дивизия                                                                                              | 23-я воздушная армия ЗабВО Джида Бурятская АССР, Бада, Борзя Читинской области РСФСР                                             | Послевоенное формирование 1970 года. Расформирована в 1993 году. |
| 22-я гвардейская тяжёлая бомбардировочная авиационная Донбасская Краснознамённая дивизия                                               | 46-я воздушная армия дальней авиации Бобруйск Могилевской области БССР                                                           | В годы ВОВ — 62-я аддд, 9-я гв. аддд и 22-я гв. бад. С Распадом СССР передислоцирована в Энгельс Саратовской области. В 2009 году дивизия переформирована в 6950-ю гвардейскую авиационную базу. |
| 24-я гвардейская смешанная авиационная Днепропетровская Краснознамённая, ордена Богдана Хмельницкого дивизия                           | 73-я воздушная армия ТуркВО Талды-Курган Талды-Курганской области и Николаевка Алматинской области КазССР                        | Послевоенное формирование 1970 года. Возникло при повторном создании САВО. Почётные регалии и гвардейское звание получены в 1990 году от выведенной с территории Венгрии расформированной 11-й гвардейской истребительной авиационной Днепропетровской Краснознамённой, ордена Богдана Хмельницкого дивизии. После этого её наименование стало 11-я гвардейская смешанная авиационная Днепропетровская Краснознамённая, ордена Богдана Хмельницкого дивизия. Отошла в состав Вооружённых сил Казахстана и была расформирована на две отдельные авиационные базы с прежней дислокацией (600-я аб в Николаевке и 604-я аб в Талдыкоргане). |
| 28-я истребительная авиационная дивизия                                                                                                | 1-я воздушная армия ДВО Калинка Хабаровского края РСФСР                                                                          | Послевоенное формирование 1980 года. Создана 1 мая 1980 года с включением в состав 41-го, 60-го, 301-го и 302-го иап. Дивизия расформирована в 1998 году. |
| 29-я авиационная дивизия истребителей-бомбардировщиков                                                                                 | 23-я воздушная армия ЗабВО Чойбалсан МНР                                                                                         | Сформирована в 1968 году. В 1993 году выведена в РФ и расформирована. |
| 30-я авиационная дивизия истребителей-бомбардировщиков                                                                                 | 23-я воздушная армия ЗабВО Оловянная, Степь, Читинской области РСФСР                                                             | Послевоенное формирование 1968 года. Расформирована в 1990 году. |
| 31-я тяжёлая бомбардировочная авиационная дивизия                                                                                      | 30-я воздушная армия ДА ВВС Белая Иркутской области РСФСР                                                                        | Послевоенное формирование 1955 года. В 1994 году из Республики Беларусь на аэродром Белая был передислоцирован 200-й гвардейский тяжёлый бомбардировочный авиационный Брестский полкиз состава 22-й гв. тбад. При этом в составе самой 31-й тбад были расформированы оба полка (1225-й тбап и 1229-й тбап), чей личный состав вошёл в 200-й гв. тбап, который был переформирован в 2009 году в 6953-ю гвардейскую авиационную Брестскую Краснознамённую базу. Дислокация не изменилась |
| 32-я бомбардировочная авиационная Краснознамённая дивизия                                                                              | 24-я воздушная армия ВГК РГК Староконстантинов Хмельницкой области УССР                                                          | В годы ВОВ — 32-я иад. Отошла в состав Вооружённых сил Украины и переформирована в 7-ю бригаду тактической авиации с прежней дислокацией. |
| 33-я истребительно-бомбардировочная авиационная Хинганская Краснознамённая дивизия                                                     | 1-я воздушная армия ДВО Переяславка Хабаровского края РСФСР                                                                      | Сформирована в 1982 году. В 1989 году расформирована. |
| 34-я истребительно-бомбардировочная авиационная дивизия                                                                                | 73-я воздушная армия ТуркВО Чирчик УзбССР Кизыл-Арват и Мары ТуркССР                                                             | Послевоенное формирование 1951 года. Отошли в состав Вооружённых сил Туркмении и Вооружённых сил Узбекистана |
| 36-я бомбардировочная авиационная дивизия                                                                                              | 34-я воздушная армия ЗакВО Диди-Шираки и Копитнари ГССР Кировабад и Кюрдамир АзССР                                               | Послевоенное формирование 1951 года. С Распадом СССР выведена в Россию и расформирована |
| 39-я истребительно-бомбардировочная авиационная дивизия                                                                                | 15-я воздушная армия ПрибВО Лиелварде и Даугавпилс ЛатССР, Шяуляй ЛитССР и Эмари ЭССР                                            | Послевоенное формирование 1978 года. С Распадом СССР выведена в Россию и расформирована |
| 55-я тяжёлая бомбардировочная авиационная дивизия                                                                                      | 30-я воздушная армия ДА ВВСн.п. Воздвиженка Приморского края РСФСР                                                               | В 1997 году дивизия была сокращена и переформирована в 444-й тяжёлый бомбардировочный авиационный Берлинский орденов Кутузова и Александра Невского полк. В 2009 году 444-й тбап окончательно расформирован. |
| 56-я бомбардировочная авиационная Бреславская Краснознамённая дивизия                                                                  | 24-я воздушная армия ВГК РГК Черляны Львовской области УССР                                                                      | В годы ВОВ — 56-я адидд. Отошла в состав Вооружённых сил Украины. Дивизия расформирована |
| 73-я тяжелая бомбардировочная авиационная дивизия                                                                                      | 30-я воздушная армия ДА ВВС Украинка Амурской области РСФСР                                                                      | Послевоенное формирование 1955 года. В 1991 году сокращена до 79-го тяжёлого бомбардировочного авиационного полка и вошла в состав 326-й тяжёлой бомбардировочной авиационной Тарнопольской ордена Кутузова дивизии, передислоцированной с территории Эстонии |
| 79-я тяжелая бомбардировочная авиационная дивизия                                                                                      | 30-я воздушная армия ДА ВВС Чаган Семипалатинской области КазССР                                                                 | Послевоенное формирование 1960 года. Расформирована в 1995 году |
| 83-я бомбардировочная авиационная дивизия                                                                                              | 1-я воздушная армия ДВО Хурба Хабаровского края РСФСР                                                                            | В годы ВОВ — 83-я сад в составе Дальневосточного фронта. Дивизия расформирована |
| 95-я истребительная авиационная дивизия                                                                                                | 26-я воздушная армия БВО Щучин Гродненской области БССР                                                                          | Послевоенное формирование 1949 года. Отошла в состав Вооружённых сил Республики Беларусь и расформирована |
| 105-я авиационная дивизия истребителей-бомбардировщиков                                                                                | 16-я воздушная Краснознамённая армия ГСВГ Гроссенхайн                                                                            | Послевоенное формирование 1951 года. В 1993 году выведена в Морозовск Ростовской области РФ. Переформирована в 1993 году в 10-ю смешанную авиационную дивизию. |
| 106-я тяжёлая бомбардировочная авиационная дивизия имени 60-летия СССР                                                                 | 46-я воздушная армия дальней авиации Узин Киевской области УССР                                                                  | Послевоенное формирование 1955 года. Отошла в состав ВС Украины. Дивизия расформирована |
| 119-я истребительная авиационная Мелитопольская ордена Суворова дивизия                                                                | 5-я воздушная армия ОдВО Тирасполь и Маркулешты МССР), Лиманское Одесской области (УССР)                                         | В годы ВОВ — 265-я иад. С распадом СССР расформирована и частями отошла в состав Вооружённых сил Украины и Вооружённых сил Молдавии. На середину 2000-х украинский остаток дивизии прекратил своё существование. Молдавский остаток представляет собой смешанную авиабазу в Маркулешты |
| 125-я гвардейская авиационная Краснознамённая дивизия истребителей-бомбардировщиков                                                    | 16-я воздушная Краснознамённая армия ГСВГ Рехлин                                                                                 | В годы ВОВ — 125-я гв. иад. В 1991 году выведена в Миллерово Ростовской области РФ. Дивизия расформирована. |
| 126-я истребительная авиационная Краснознамённая дивизия                                                                               | 16-я воздушная Краснознамённая армия ГСВГ Цербст                                                                                 | Послевоенное формирование 1959 года. В 1992 году выведена в Шайковку Калужской области РФ. Расформирована в 1998 году. |
| 131-я смешанная авиационная Новгородская Краснознамённая дивизия                                                                       | ВВС ЦГВ Миловице ЧССР | В годы ВОВ — 269-я иад. В 1989 году дивизия была выведена в СССР и расформирована. 114-й иап 131-й иад была передислоцирована в Ивано-Франковск и вместе со 145-м иап 4-й иад отошли к ВС Украины. Оба полка переформированы в одну 114-ю бригаду тактической авиации с дислокацией в Ивано-Франковске |
| 132-я бомбардировочная авиационная Севастопольская Краснознамённая дивизия                                                             | 4-я воздушная армия СГВ Черняховск Калининградской области РСФСР, Тукумс ЛатССР                                                  | В годы ВОВ — 132-я бад. Дивизия находясь на территории СССР подчинялась командованию СГВ до 12 октября 1989 года. После передана в подчинение ВВС БФ. С Распадом СССР в апреле 1993 года 688-й бомбардировочный авиационный полк из аэродрома Тукумс выведен в Черняховск. Дивизия расформирована. |
| 138-я истребительная авиационная Павлоградско-Венская Краснознамённая, ордена Суворова дивизия                                         | 24-я воздушная армия ВГК РГК Миргород Полтавской области УССР                                                                    | В годы ВОВ — 288-я иад. Отошла в состав Вооружённых сил Украины и переформирована в 831-ю бригаду тактической авиации с прежней дислокацией. |
| 149-я бомбардировочная авиационная дивизия                                                                                             | 4-я воздушная армия СГВ Шпротава, Кшива и Жагань Польша                                                                          | В годы ВОВ — 149-я иад ПВО. С Распадом СССР выведена в 1992 году в Россию и расформирована |
| 201-я тяжёлая бомбардировочная авиационная дивизия                                                                                     | 30-я воздушная армия ДА ВВС Энгельс Саратовской области и Моздок Северо-Осетинской АССР РСФСР, Прилуки Черниговской области УССР | Послевоенное формирование 1954 года. С Распадом СССР отошёл к ВВС России кроме 184-го гвардейского тяжёлого бомбардировочного авиационного полка оставшегося в Прилуках. |
| 239-я истребительная авиационная Барановичская Краснознамённая дивизия                                                                 | 4-я воздушная армия СГВ Старгард-Щециньски, Хойна и Колобжег Польша                                                              | В годы ВОВ — 239-я иад. С Распадом СССР выведена в 1992 году в Россию и расформирована |
| 283-я истребительная авиационная Камышинская Краснознамённая, ордена Суворова дивизия                                                  | 34-я воздушная армия ЗакВО Цхакая, Вазиани и Мериа ГССР                                                                          | В годы ВОВ — 283-я иад. При Распаде СССР выведена в Россию и расформирована |
| 289-я бомбардировочная авиационная Никопольская Краснознамённая дивизия                                                                | 14-я воздушная армия ПрикВО Луцк Волынской области УССР                                                                          | В годы ВОВ — 289-я шад. Отошла в состав Вооружённых сил Украины. Дивизия расформирована |
| 303-я истребительно-бомбардировочная авиационная Смоленская Краснознамённая дивизия                                                    | 1-я воздушная армия ДВО Уссурийск Приморского края РСФСР                                                                         | В годы ВОВ — 303-я иад. Расформирована в начале 90-х годов |
| 326-я тяжёлая бомбардировочная авиационная Тарнопольская ордена Кутузова дивизия                                                       | 46-я воздушная армия дальней авиации Тарту ЭССР                                                                                  | В годы ВОВ — 326-я бад. С Распадом СССР передислоцирована в Украинка Амурской области. |

## Дивизии ПВО
Полный список дивизий ПВО (16 соединений) существовавших на 1989 год в составе ПВО СССР.
- Примечание:

1. Список может являться не точным, поскольку в период с 1985 по 1988 годы в войсках ПВО СССР проходили множественные реформы в ходе которых многие дивизии ПВО (дПВО) были переформированы в корпуса ПВО (кПВО) и наоборот. В связи с этим данные из разных источников существенно разнятся.
2. Не ясен вопрос подчинённости некоторых авиационных соединений и авиационных полков. К примеру 17-я авиационная истребительная дивизия в некоторых источниках находится в подчинении 73-й воздушной армии (49-я ВА до 1989 года) ТуркВО, а в других — 12-й отдельной армии ПВО ТуркВО.

Всего к моменту Распада СССР в состав Войск ПВО входил Московский округ ПВО, 9 армий ПВО объединявших 18 кПВО и 16 дПВО.
| Дивизия (полное наименование)                                | Дислокация, 1989 | Дислокация, 2006 |
| ------------------------------------------------------------ | --- | --- |
| 1-я дивизия ПВО                                              | 8-я отдельная армия ПВО ОдВО Евпатория, Севастополь, Феодосия, Бельбек Крымской области, и Запорожье Запорожской области УССР | 3 зенитно-ракетные бригады (зрбр), 1 зенитно-ракетный полк (зрп), 1 истребительный авиационный полк (иап). Отошла к Вооружённым силам Украины и расформирована.                     |
| 4-я дивизия ПВО                                              | 10-я отдельная армия ПВО ЛВО остров Новая Земля Архангельской области РСФСР                                                   | 2 иап, 1 зрп, 2 радиотехнических полка (ртп). Расформирована |
| 6-я дивизия ПВО                                              | 11-я отдельная армия ПВО ДВО Охотск Хабаровского края и Якутск Якутской АССР РСФСР                                            | 1 зрбр, 1 ртп. В 1990 году переформирована в 72-й корпус ПВО. |
| 9-я дивизия ПВО                                              | 8-я отдельная армия ПВО ОдВО Донецк, Мариуполь, Никополь, Жуляны, Запорожье УССР                                              | 2 зрбр, 2 зрп, 1 ртбр, 1 смешанный авиационный полк (сап). Отошла к Вооружённым силам Украины и расформирована.                                                                     |
| 10-я дивизия ПВО                                             | 19-я отдельная армия ПВО СКВО Волгоград и Астрахань РСФСР                                                                     | 1 зрбр, 1 ртбр. Расформирована в 1997 году |
| 14-я дивизия ПВО                                             | 6-я отдельная армия ПВО ПрибВО Таллин ЭССР                                                                                    | 3 зрбр, 1 зрп, 3 иап, 1 ртбр. В 1992 году расформирована и выведена в Россию. |
| 15-я дивизия ПВО                                             | 12-я отдельная армия ПВО ТуркВО Самарканд УзбССР и Душанбе ТаджССР                                                            | 2 зрп, 1 ртбр. Отошли к ВС Туркмении и ВС Узбекистана. Расформирована. |
| 17-я дивизия ПВО                                             | 12-я отдельная армия ПВО ТуркВО Мары, Небит-Даг, Ак-Тепе, Ашхабад ТуркССР                                                     | 2 зрбр, 1 ртбр, 2 иап, 1 ртп. Отошла к Вооружённым силам Туркмении. Расформирована.                                                                                                 |
| 22-я дивизия ПВО                                             | 14-я отдельная армия ПВО СибВО Норильск Красноярского края РСФСР                                                              | 1 зрбр, 1 ртп. Расформирована в 1994 году. |
| 23-я Гомельская Краснознамённая, ордена Суворова дивизия ПВО | 6-я отдельная армия ПВО ЛенВО Васьково, Плесецк, Талаги, Обозерская Архангельской области РСФСР                               | 2 зрбр, 1 зрп, 1 ртбр, 1 иап, 1 сап. В 1993 году дивизия была переформирована в 22-й корпус ПВО. В 1994 году в 22-ю дивизию ПВО. К 1 мая 2002 года 22-я дивизия ПВО расформирована. |
| 24-я дивизия ПВО                                             | 11-я отдельная армия ПВО ДВО Петропавловск-Камчатский Камчатской области РСФСР                                                | 1 зрбр, 1 ртбр. Расформирована в 1994 году. |
| 29-я дивизия ПВО                                             | 11-я отдельная армия ПВО ДВО Благовещенск Амурской области РСФСР                                                              | 1 зрбр, 1 ртбр. Расформирована в 1994 году. |
| 26-я Мукденская дивизия ПВО                                  | 14-я отдельная армия ПВО ЗабВО Иркутск, Усть-Илимск, Ангарск, Якутск, Чита, Мирная, Улан-Удэ РСФСР                            | 1 зрбр, 5 зрп, 1 ртбр, 1 иап, 1 сап, 2 ртп. Переформирована в 1985 году под новым порядковым номером 94-я дивизия ПВО Расформирована в 1990 году                                    |
| 41-я дивизия ПВО                                             | 14-я отдельная армия ПВО СибВО Новосибирск, Канск, Красноярск, Назарово РСФСР                                                 | Дислокация не изменилась. 2 зрп, 1 ртп, 1 иап. |
| 96-я дивизия ПВО                                             | 19-я отдельная армия ПВО ЗакВО Тбилиси, Поти, Марнеули, Гудаута и Батуми ГССР, Ереван АрмССР                                  | 3 зрбр, 2 ртбр, 1 зрп и 1 ртп. Расформирована с Распадом СССР. Части дивизии отошли ВС Грузии и ВС Армении                                                                          |
| 97-я Львовская Краснознамённая дивизия ПВО                   | 19-я отдельная армия ПВО ЗакВО Баку АзССР                                                                                     | 1 зрбр, 1 ртбр. Расформирована с Распадом СССР. Части дивизии отошли ВС Азербайджана                                                                                                |

## Дивизии Ракетных войск стратегического назначения
Полный список ракетных дивизий (34 соединения), которые существовали на 1989 год в РВСН ВС СССР, с указанием ракетных объединений в которые они входили.
- Примечание: В списке приводятся порядковые номера и типы формирований (предшественники) на период Великой Отечественной войны, из которых впоследствии были сформированы ракетные дивизии (преемники)

| Дивизия (полное наименование)                                                                                                  | Дислокация, Состояние на 1989                                                 | Дислокация, Состояние на 2006 |
| --- | ----------------------------------------------------------------------------- | --- |
| 4-я ракетная Харбинская дивизия                                                                                                | н.п. Дровяная Читинской области РСФСР 53-я ракетная армия ЗабВО               | Послевоенное формирование 1966 года. В 2002 году расформирована. |
| 7-я гвардейская ракетная Режицкая Краснознамённая дивизия                                                                      | н.п. Озёрный Тверской области РСФСР 27-я ракетная армия                       | В годы ВОВ — 72-я пабр и 192-я гв.пабр РВГК. Дислокация не изменилась. |
| 8-я ракетная Мелитопольская Краснознамённая дивизия                                                                            | н.п. Первомайский Кировской области РСФСР 31-я ракетная армия                 | Послевоенное формирование 1960 года. При создании ей были переданы почётное наименование и регалии от 91-й сд (2ф). Дислокация не изменилась.                                  |
| 10-я гвардейская ракетная Краснознамённая, ордена Суворова дивизия                                                             | Кострома РСФСР 27-я ракетная армия                                            | В годы ВОВ — 301-й гап РВГК, 10-й гв.гап РГВК и 26-я гв.пабр. В 2005 году расформирована.                                                                                      |
| 13-я ракетная Краснознамённая дивизия                                                                                          | г. Ясный Оренбургской области РСФСР 31-я ракетная армия                       | Послевоенное формирование 1965 года. Дислокация не изменилась. |
| 14-я ракетная Киевско-Житомирская ордена Кутузова дивизия                                                                      | Йошкар-Ола Марийской АССР РСФСР 27-я гвардейская ракетная армия               | В годы ВОВ — 222-й иптап. Дислокация не изменилась. |
| 19-я ракетная Запорожская Краснознамённая, орденов Суворова и Кутузова дивизия                                                 | Хмельницкий (военгородок Раково) УССР 43-я ракетная армия                     | В годы ВОВ — 7-я гв.ад прорыва. В 1992 году отошла к ВС Украины и была расформирована.                                                                                         |
| 23-я гвардейская ракетная Орловско-Берлинская ордена Ленина, Краснознамённая дивизия                                           | Канск Красноярский край РСФСР 53-я ракетная армия                             | В годы ВОВ — 11-я гв.бад. Дислокация не изменилась. |
| 24-я гвардейская ракетная Гомельская ордена Ленина, Краснознамённая, орденов Суворова, Кутузова и Богдана Хмельницкого дивизия | Гвардейск Калининградской области РСФСР 50-я ракетная армия                   | В годы ВОВ — 92-й гв.минп. В 1990 году расформирована. |
| 27-я ракетная Краснознамённая дивизия                                                                                          | Свободный/посёлок Углегорск (ЗАТО) Амурской области РСФСР 53-я ракетная армия | Послевоенное формирование 1961 года. В середине 1990-х расформирована. С конца 2000-х — начала 2010-х преобразована в Восточный (космодром).                                   |
| 28-я гвардейская ракетная Краснознамённая дивизия                                                                              | Козельск Калужской области РСФСР 27-я гвардейская ракетная армия              | В годы ВОВ — 28-я гв.пабр. Дислокация не изменилась. |
| 29-я гвардейская ракетная Витебская ордена Ленина, Краснознамённая дивизия                                                     | Иркутск РСФСР 53-я ракетная армия                                             | Послевоенное формирование 1951 года. Получила в 1961 году почётные регалии и гвардейское звание от расформированной 51-й гв.мсд. Дислокация не изменилась. 33-я ракетная армия |
| 31-я гвардейская ракетная Брянско-Берлинская Краснознамённая, ордена Суворова дивизия                                          | Пружаны Брестской области БССР 50-я ракетная армия                            | В годы ВОВ — 222-я бад и 14-я гв.бад. В 1993 году расформирована. |
| 32-я ракетная Херсонская Краснознамённая дивизия имени Маршала Советского Союза Д. Ф. Устинова                                 | Поставы Витебской области БССР 50-я ракетная армия                            | В годы ВОВ — 154-я апабр. В 1993 году расформирована. |
| 33-я гвардейская ракетная Свирская Краснознамённая, орденов Суворова, Кутузова и Александра Невского дивизия                   | Мозырь Гомельской области БССР 43-я ракетная армия                            | В годы ВОВ — 7-я гв.минбр. В 1996 году расформирована. |
| 35-я ракетная Краснознамённая, орденов Кутузова и Александра Невского дивизия                                                  | н.п. Сибирский Алтайский край РСФСР 33-я ракетная армия                       | В годы ВОВ — 21-я лабр. Дислокация не изменилась |
| 36-я гвардейская ракетная Венская Краснознамённая дивизия                                                                      | н.п. Гладкая Красноярский край РСФСР 53-я ракетная армия                      | Послевоенное формирование 1960 года. Почётные регалии и гвардейское звание переданы от расформированного 265-го гв.тп 45-й тд. В 2002 году расформирована.                     |
| 37-я гвардейская ракетная Севастопольская орденов Ленина и Кутузова дивизия                                                    | Луцк Волынской области УССР 43-я ракетная армия                               | Послевоенное формирование 1960 года. Почётные регалии и гвардейское звание переданы от расформированной 43-я гв.тминбр. В 1992 году отошла к ВС Украины и была расформирована. |
| 38-я ракетная дивизия | Державинск Тургайской области КазССР 31-я ракетная армия                      | Послевоенное формирование 1965 года. В 1993 году передислоцирована в состав 33-й ракетной армии в Омск. В 1996 году расформирована.                                            |
| 39-я гвардейская ракетная Глуховская ордена Ленина, Краснознамённая, орденов Суворова, Кутузова и Богдана Хмельницкого дивизия | Новосибирск РСФСР 33-я ракетная армия                                         | В годы ВОВ — 1-я гв.ад прорыва РГВК. Дислокация не изменилась |
| 40-я ракетная Красносельская Краснознамённая, ордена Суворова дивизия                                                          | г. Остров Псковской области РСФСР 50-я ракетная армия                         | В годы ВОВ — 51-я пабр РВГК. В 1990 году расформирована |
| 41-я гвардейская ракетная Львовско-Берлинская орденов Кутузова и Богдана Хмельницкого дивизия                                  | Алейск Алтайского края РСФСР 33-я ракетная армия                              | В годы ВОВ — 6-я гв.зенад. Дислокация не изменилась |
| 42-я ракетная Тагильская дивизия                                                                                               | н.п. Свободный Свердловской области РСФСР 31-я ракетная армия                 | Послевоенное формирование 1961 года. Дислокация не изменилась |
| 43-я гвардейская ракетная Смоленская орденов Суворова и Кутузова дивизия                                                       | Ромны Сумской области УССР 43-я ракетная армия                                | Послевоенное формирование 1961 года. Почётные регалии и награды получила от 4-й гв.адп. В 1992 году отошла к ВС Украины и была расформирована.                                 |
| 44-я ракетная дивизия | Коломыя Ивано-Франковской области УССР 43-я ракетная армия                    | Послевоенное формирование 1960 года. Предшественница 23-я брОН РГК. В 1990 году расформирована.                                                                                |
| 46-я ракетная Нижнеднепровская ордена Октябрьской Революции, Краснознамённая дивизия                                           | Первомайск Николаевской области УССР 43-я ракетная армия                      | В годы ВОВ — 188-я сд. В 1992 году отошла к ВС Украины и была расформирована (впоследствии организован Музей Ракетных войск стратегического назначения).                       |
| 47-я ракетная дивизия | н.п. Ясная Читинской области РСФСР 53-я ракетная армия ЗабВО                  | Послевоенное формирование 1961 года. В 1992 году расформирована. |
| 49-я гвардейская ракетная Станиславско-Будапештская Краснознамённая дивизия                                                    | г. Лида Гродненской области БССР 43-я ракетная армия                          | В годы ВОВ — 18-й гв.ск. В 1997 году расформирована |
| 52-я ракетная Тарнопольско-Берлинская орденов Богдана Хмельницкого и Красной Звезды дивизия                                    | Звёздный Пермской области РСФСР 31-я ракетная армия                           | В годы ВОВ — 23-я зенад. В 2002 году расформирована |
| 54-я гвардейская ракетная ордена Кутузова дивизия                                                                              | г. Тейково Ивановской области РСФСР 27-я ракетная армия                       | В годы ВОВ — 27-я гв.пабр. Дислокация не изменилась |
| 57-я ракетная дивизия | н.п.Жангизтобе Семипалатинской области КазССР 33-я ракетная армия             | Послевоенное формирование 1965 года. В 1995 году расформирована. |
| 58-я ракетная Мелитопольская Краснознамённая, ордена Суворова дивизия                                                          | Каунас ЛитССР 50-я ракетная армия                                             | В годы ВОВ — 265-я иад. В 1991 году расформирована. |
| 59-я ракетная дивизия | н.п. Локомотивный Челябинской области РСФСР 31-я ракетная армия               | Послевоенное формирование 1965 года. В 2005 году расформирована |
| 60-я ракетная Таманская ордена Октябрьской Революции, Краснознамённая дивизия                                                  | н.п. Светлый Саратовской области РСФСР 27-я ракетная армия                    | В годы ВОВ — 229-я иад. Дислокация не изменилась |
| 62-я ракетная Краснознамённая дивизия имени 60-летия СССР                                                                      | н.п. Солнечный Красноярского края РСФСР 33-я ракетная армия                   | Послевоенное формирование 1965 года. Дислокация не изменилась |

## Дивизии кораблей и подводных лодок Военно-морского флота

Флаг ВМФ СССР

Полный список (31 соединение), в который входят все дивизии: подводных лодок (дпл) и надводных кораблей всех типов (днк, дрк, дплк, дмдс, дрчк), существовавшие на 1989 год в составе ВМФ СССР
- Примечание: Включена 43-я дивизия ракетных кораблей сформированная ровно за 11 месяцев до Распада СССР — 24 января 1991 года[47].

| Дивизия (полное наименование)                | Дислокация, 1989 | Дислокация, 2006 |
| -------------------------------------------- | --- | --- |
| 2-я дивизия противолодочных кораблей         | 7-я оперативная эскадра кораблей, Северный флот (Североморск Мурманской области РСФСР) | 2-я дплк сформирована в 1956 году. С 1982 года входит в состав Кольской флотилии разнородных сил. Дислокация не изменена |
| 3-я дивизия подводных лодок                  | Северный флот (Гремиха Мурманской области РСФСР) | Расформирована в 1995 году |
| 6-я дивизия подводных лодок                  | Северный флот (Западная Лица Мурманской области РСФСР) | В 1991 году передислоцирована в Видяево. В 1994 году расформирована и вошла в состав 7-й дивизии подводных лодок. |
| 7-я дивизия подводных лодок                  | Северный флот (Видяево Мурманской области РСФСР) | Дислокация не изменена |
| 10-я дивизия подводных лодок                 | Тихоокеанский флот (Вилючинск Камчатской области РСФСР) | Дислокация не изменена |
| 11-я дивизия подводных лодок                 | Северный флот (Западная Лица Мурманской области РСФСР) | Дислокация не изменена |
| 12-я дивизия надводных кораблей              | Балтийский флот (Балтийск Калининградской области РСФСР) | Расформирована в 1991 году |
| 13-я дивизия подводных лодок                 | Северный флот (Гаджиево Мурманской области РСФСР) | Расформирована в 2000 году |
| 14-я дивизия подводных лодок                 | Черноморский флот (Балаклава, Крымской области Украинской ССР) | Расформирована в 1994 году |
| 16-я дивизия подводных лодок                 | Балтийский флот (Лиепая Латвийской ССР) | Расформирована в 1990 году |
| 17-я дивизия подводных лодок                 | Северный флот (Гремиха Мурманской области РСФСР) | Расформирована в 1994 году |
| 18-я дивизия подводных лодок                 | Северный флот (Западная Лица Мурманской области РСФСР) | Расформирована в 2010 году |
| 19-я дивизия подводных лодок                 | Северный флот (Гаджиево Мурманской области РСФСР) | Расформирована в 1992 году |
| 21-я дивизия подводных лодок                 | Тихоокеанский флот (Фокино Приморский край) | Расформирована в 1989 году. |
| 22-я дивизия морских десантных сил           | Тихоокеанский флот (Фокино Приморский край) | Сформирована в 1979 году объединением 14-й бригады десантных кораблей и 120-й бригады десантных кораблей (14-я и 120-я брдк). Переформирована в 1994 году в 100-ю бригаду десантных кораблей |
| 25-я Краснознамённая дивизия подводных лодок | Тихоокеанский флот (Вилючинск Камчатской области РСФСР) | Дислокация не изменена |
| 28-я дивизия подводных лодок                 | Тихоокеанский флот (Советская Гавань Приморский край) | Расформирована в 1990 году |
| 30-я дивизия противолодочных кораблей        | Черноморский флот (Севастополь | Сформирована 31 марта 1969 года. Переформирована в 2011 году в 11-ю бригаду противолодочных кораблей. В конце 2014 года заново сформирована как 30-я дивизия надводных кораблей. Дислокация не изменена |
| 31-я Краснознамённая дивизия подводных лодок | Северный флот (Гаджиево Мурманской области РСФСР) | Сформирована 15 июля 1961 года. Дислокация не изменена |
| 33-я дивизия подводных лодок                 | Северный флот (Западная Лица Мурманской области РСФСР) | Расформирована в 2001 году |
| 35-я дивизия подводных лодок                 | Северный флот (Видяево Мурманской области РСФСР) | Расформирована в 1990 году |
| 36-я дивизия надводных кораблей              | Тихоокеанский флот (Фокино Приморский край) | В составе: тяжёлый атомный ракетный крейсер, ракетный крейсер, 3 эсминца. Дислокация не изменена |
| 37-я дивизия морских десантных сил           | 7-я оперативная эскадра кораблей, Северный флот (Североморск Мурманской области РСФСР) | Сформирована в 1985 году укрупнением 121-й бригады десантных кораблей. Переформирована в 1994 году в 121-ю бригаду десантных кораблей |
| 38-я дивизия подводных лодок                 | Тихоокеанский флот (Камрань Вьетнам) | Сформирована после китайско-вьетнамской войны. Входила в состав 17-й оперативной эскадры кораблей ТОФ. В связи с отказом России от оплаты вьетнамской стороне за аренду ПМТО Камрань, и постепенным его сворачиванием, дивизия расформирована в 1991 году. В составе на момент расформирования: 2 ПЛАРК проекта 675, 3 ДПЛ проекта 641 |
| 39-я дивизия морских десантных сил           | Черноморский флот (Донузлав, Крымской области УССР) | Сформирована в 1983 году укрупнением 197-й бригады десантных кораблей (197-я брдк). Расформирована в 1994 году с передачей кораблей 30-й дивизии надводных кораблей |
| 41-я дивизия подводных лодок                 | Северный флот (Гаджиево Мурманской области РСФСР) | Расформирована в 1995 году |
| 42-я дивизия подводных лодок                 | Тихоокеанский флот (Вилючинск Камчатской области РСФСР) | Расформирована в 1998 году |
| 43-я дивизия ракетных кораблей               | 7-я оперативная эскадра кораблей, Северный флот (Североморск Мурманской области РСФСР) | Сформирована 24 января 1991 года.. В составе на 1991 год: ТАВКР проекта 1143, ТАРКР проекта 1164, РКР проекта 1164, 2 ЭМ проекта 956. В 1998 году добавился 2-й ТАРКР проекта 1164 «Пётр Великий». Дислокация не изменена |
| 45-я дивизия подводных лодок                 | Тихоокеанский флот (Вилючинск Камчатской области РСФСР) | Расформирована в 1997 году |
| 49-я дивизия речных кораблей                 | Тихоокеанский флот (Пункты базирования: Хабаровск (штаб 49-й дирчк), Благовещенск Амурской области, Сретенск Читинской области, Ленинское Еврейской АО, Казакевичево Хабаровского края, Дальнереченск Приморского края РСФСР) | Сформирована в 1965 году для обороны участка государственной границы проходящей по рекам Амур, Уссури и озеру Ханка. Историческое название Амурской военной флотилии в период с 1965 по 1995 годы. Расформирована в 1995 году при передаче от ТОФ к ПВ ФСБ РФ                                                                          |
| 50-я дивизия подводных лодок                 | Северный флот (Видяево Мурманской области РСФСР) | Расформирована в 1992 году |

## Авиационные дивизии Военно-Морского Флота
Полный список авиационных дивизий (6 соединений), существовавших в составе ВМФ СССР на 1989 год.
- Примечание: В списке указаны авиационные дивизии на период Великой Отечественной войны, являющиеся предшественниками перечисленных соединений.

| Дивизия (полное наименование)                                                                        | Дислокация, Состояние на 1989                                                           | Дислокация, Состояние на 2006 |
| --- | --------------------------------------------------------------------------------------- | --- |
| 2-я гвардейская морская ракетоносная авиационная Севастопольская дивизия имени Н. А. Токарева        | Черноморский флот, Гвардейское Крымской области                                         | В годы ВОВ — 2-я гв.мтад, сформированная в 1943 году. Разделена в 1994 году на 5-й и 943-й гвардейские морские ракетоносные авиационные полки. Расформированы в 1996 году                                                                                    |
| 5-я морская ракетоносная авиационная Киркенесская Краснознамённая дивизия                            | Северный флот, Оленегорск (Оленья (авиабаза); + Североморск-3) Мурманской области РСФСР | В годы ВОВ — 5-я мтад, сформированная в 1942 году. Переформирована в 2002 году в 924-й отдельный гвардейский морской ракетоносный авиационный Киевский Краснознамённый, ордена Суворова полк. Дислокация не изменилась.                                      |
| 25-я морская ракетоносная авиационная Рананская дважды Краснознамённая дивизия имени Н. А. Острякова | Тихоокеанский флот, Кневичи Приморского края РСФСР                                      | В годы ВОВ — 29-я абр и 2-я мтад. Расформирована в 1993 году |
| 35-я противолодочная авиационная дивизия                                                             | Северный флот, Федотово Вологодской области РСФСР                                       | Сформирована в 1983 году. Расформирована в 1994 году. 76-й отдельный противолодочный авиационный полк дальнего действия переформирован в 2001 году в 73-ю отдельную противолодочную авиационную эскадрилью. Дислокация не изменилась.                        |
| 57-я морская ракетоносная авиационная Смоленская дивизия                                             | Балтийский флот, Быхов Могилевской области Белорусской ССР                              | В годы ВОВ — 133-я ад дд и 36-я аддд. Расформирована в 1990 году. 170-й гвардейский морской ракетоносный авиационный Смоленский Краснознамённый полк из состава 57-й мрад, передислоцирован в Черняховск Калининградской области РСФСР в состав 132-й бад БФ |
| 143-я морская ракетоносная авиационная дивизия                                                       | Тихоокеанский флот Каменный Ручей Хабаровского края РСФСР,                              | Сформирована в 1953 году. Расформирована в 1994 году |

## Дивизии морской пехоты и береговых войск Военно-Морского Флота
Полный список дивизий морской пехоты и дивизий береговой обороны (5 соединений) в составе ВМФ СССР, которому в 1989 году были переданы от Сухопутных войск 4 мотострелковые дивизии.
| Дивизия (полное наименование)                                                                                     | Дислокация, Состояние на 1989           | Дислокация, Состояние на 2006 |
| --- | --------------------------------------- | --- |
| 55-я дивизия морской пехоты                                                                                       | Тихоокеанский флот, Владивосток РСФСР   | Сформирована в 1968 году. Единственная дивизия морской пехоты в составе ВС СССР. В 2009 году была переформирована в 155-ю отдельную бригаду морской пехоты. Дислокация не изменилась. |
| 3-я гвардейская Волновахская Краснознамённая, ордена Суворова дивизия береговой обороны                           | Балтийский флот, Клайпеда Литовской ССР | Бывшая 3-я гвардейская мотострелковая дивизия. В 1989 году передана из Прибалтийского военного округа на Балтийский флот с переформированием в 3-ю гвардейскую дивизию береговой обороны. Расформирована с распадом СССР. |
| 40-я орденов Ленина и Суворова дивизия береговой обороны имени Серго Орджоникидзе                                 | Тихоокеанский флот, Владивосток РСФСР   | Бывшая 40-я мсд. В 1989 году передана из ДВО на ТОФ. Расформирована в 1994 году |
| 77-я гвардейская Московско-Черниговская ордена Ленина, Краснознамённая, ордена Суворова дивизия береговой обороны | Северный флот, Архангельск РСФСР        | Бывшая 77-я гв. мсд. В 1989 году передана из ЛВО на СФ с переформированием в 77-ю гвардейскую дивизию береговой обороны. В 1994 году переформирована в 163-ю гвардейскую бригаду береговой обороны. В 1998 году разделена на отдельные батальоны береговой обороны. Преемником является сформированная в 1999 году 77-я отдельная гвардейская Московско-Черниговская ордена Ленина, Краснознамённая, ордена Суворова бригада морской пехоты, дислоцированная в Каспийске Республики Дагестан. Расформирована в 1992 году |
| 126-я Горловская Краснознамённая, ордена Суворова дивизия береговой обороны                                       | Черноморский флот Симферополь           | Бывшая 126-я мсд. В 1989 году передана из ОдВО на ЧФ с переформированием в 126-ю дивизию береговой обороны. |

## Дивизии Пограничных войск

Флаг морских сил Погранвойск КГБ СССР

В составе ПВ КГБ СССР — была единственная дивизия, которая относилась к морским (речным) частям.
Остальные соединения морских (речных) частей — были представлены бригадами.
21 марта 1989 года Указом Президиума Верховного Совета СССР Пограничные войска КГБ СССР (наряду с Внутренними войсками МВД и Железнодорожными войсками) были выведены из состава Вооружённых Сил СССР.
| Дивизия (полное наименование)                               | Дислокация, 1989                                                                | Дислокация, 2006 |
| ----------------------------------------------------------- | ------------------------------------------------------------------------------- | --- |
| 1-я Краснознамённая дивизия пограничных сторожевых кораблей | Петропавловск-Камчатский, Камчатской области РСФСР Камчатский пограничный округ | Сформирована в 1977 году на базе 7-й отдельной бригады пограничных сторожевых кораблей (7-я обрпскр). Дислокация не изменилась. |

## Дивизии Внутренних войск
Полный список в который включены все дивизии Внутренних войск МВД СССР (31 соединение) на момент их исключения из состава ВС СССР.

21 марта 1989 года указом Президиума Верховного Совета СССР Внутренние войска МВД СССР (наряду с Пограничными войсками КГБ и Железнодорожными войсками) были выведены из состава Вооружённых Сил СССР.
- Примечание: В список включена 100-я дивизия оперативного назначения сформированная в 1989 году — через полгода после вывода ВВ МВД СССР из состава ВС СССР.

| Дивизия (полное наименование) | Дислокация, 1989 | Дислокация, 2006 |
| --- | --- | --- |
| Отдельная мотострелковая орденов Ленина и Октябрьской Революции, Краснознамённая дивизия особого назначения имени Ф. Э. Дзержинского Внутренних войск МВД СССР | Москва, Реутов, Балашиха, Ногинск Московской области РСФСР (старейшее соединение ВВ МВД СССР сформированное 17 июня 1924 года | Преобразована в ОДОН Дислокация не изменилась                                                                                                   |
| 12-я конвойная дивизия | Тула РСФСР (ГУВВ) | Дислокация не изменилась |
| 19-я конвойная дивизия | Тбилиси Грузинская ССР (Управление Внутренних войск по Северному Кавказу и Закавказью) | С Распадом СССР из 17 полков и батальонов: 7 отошли к Грузии, 3 отошли к Армении, 7 отошли к Азербайджану                                       |
| 28-я дивизия управления специальных частей | Дивизия со штабом в Челябинске — дислоцировалась на территории 4-х союзных республик: КазССР (Кульсары, Шевченко, Усть-Каменогорск, Семипалатинск); УзССР (Зарафшан, Мубарек); ТаССР (Табошар) и РСФСР (Астрахань, Чебоксары, Оренбург, Чапаевск) Управление специальных частей ГУВВ. Примечание: Самое молодое соединение ВВ МВД СССР, сформированное в 1990 году | С Распадом СССР из 17 бригад, полков и батальонов: 10 отошли к РФ, 2 отошли к Узбекистану, 1 отошёл к Таджикистану, 4 отошли к Казахстану.      |
| 42-я конвойная дивизия | Вильнюс Литовская ССР (УВВ по Северо-Западной зоне) | Расформирована |
| 43-я конвойная дивизия | Минск Белорусская ССР (ГУВВ) | С Распадом СССР из 15 полков и батальонов: 13 отошли к Белоруссии, 2 отошли к России                                                            |
| 54-я конвойная дивизия | Ростов-на-Дону РСФСР (УВВ по Северному Кавказу и Закавказью) | Переформирована в 1993 году в 54-ю дивизию оперативного назначения ВВ                                                                           |
| 55-я конвойная дивизия | Москва РСФСР (ГУВВ) | Дислокация не изменилась |
| 67-я конвойная дивизия | Архангельск РСФСР (УВВ МВД по Северо-Западной зоне) | Расформирована |
| 78-я конвойная дивизия | Тюмень РСФСР (УВВ МВД по Уралу) | Расформирована |
| 79-я конвойная дивизия | Киров Кировской области РСФСР (УВВ МВД по Волго-Вятской зоне) | Дислокация не изменилась. Переформирована в оперативную дивизию ВВ                                                                              |
| 80-я конвойная дивизия | Куйбышев Куйбышевской области РСФСР (УВВ МВД по Волго-Вятской зоне) | Переформирована в 1999 году в 35-ю отдельную бригаду ВВ                                                                                         |
| 83-я конвойная дивизия | Сыктывкар Коми АССР РСФСР (УВВ МВД по Северо-Западной зоне) | Переформирована в 1995 году в 105-ю отдельную бригаду ВВ                                                                                        |
| 84-я конвойная дивизия | Пермь Пермской области РСФСР (УВВ МВД по Уралу) | Переформирована в 104-ю отдельную бригаду ВВ |
| 86-я конвойная дивизия | Караганда Казахской ССР (УВВ по Средней Азии и Казахстану) | С Распадом СССР из 18 полков и батальонов: 2 отошли к Кыргызстану, остальные части отошли Казахстану                                            |
| 88-я конвойная дивизия | Ташкент Узбекской ССР (УВВ по Средней Азии и Казахстану) | С Распадом СССР из 14 полков и батальонов: 8 отошли к Узбекистану, 1 отошёл к Кыргызстану, 2 Туркмении, 2 Таджикистану 1 полк отошёл Казахстану |
| 90-я конвойная дивизия | Кемерово РСФСР (УВВ МВД по Западной Сибири) | Переформирована в 41-ю отдельную бригаду ВВ |
| 91-я конвойная дивизия | Иркутск РСФСР (УВВ по Дальнему Востоку и Восточной Сибири) | Переформирована в 1998 году в 42-ю отдельную бригаду ВВ                                                                                         |
| 92-я конвойная дивизия | Хабаровск РСФСР (УВВ по Дальнему Востоку и Восточной Сибири) | Расформирована в 2003 году |
| 93-я ордена Красной Звезды дивизия управления специальных частей                                                                                               | Озёрск Челябинской области РСФСР (УСЧ ГУВВ) | Дислокация не изменилась. |
| 94-я ордена Красной Звезды дивизия управления специальных частей                                                                                               | Саров Горьковской области РСФСР (УСЧ ГУВВ) | Дислокация не изменилась |
| 95-я дивизия управления специальных частей | Москва РСФСР (УСЧ ГУВВ) | Дислокация не изменилась |
| 96-я дивизия управления специальных частей | Новоуральск Свердловской области РСФСР (УСЧ ГУВВ) | Дислокация не изменилась |
| 97-я дивизия управления специальных частей | Новосибирск РСФСР (УСЧ ГУВВ) | Дислокация не изменилась |
| 98-я дивизия управления специальных частей | Северск Томской области РСФСР (УСЧ ГУВВ) | Дислокация не изменилась |
| 100-я дивизия оперативного назначения | Новочеркасск РСФСР (УВВ по Северному Кавказу и Закавказью). Создана на базе 14-й танковой дивизии (формирования 1974 года) СКВО 1 октября 1989 года. Примечание: Формально не успела войти в состав ВС СССР, так как ВВ МВД СССР выведены из них 21 марта 1989 года.                                                                                               | В 2006 году была переформирована в 50-ю отдельную бригаду оперативного назначения.                                                              |
| 101-я конвойная дивизия | Челябинск РСФСР (УВВ МВД по Уралу) | Переформирована в 1999 году в 36-ю отдельную бригаду ВВ                                                                                         |
| 102-я конвойная дивизия | Красноярск РСФСР (УВВ МВД по Западной Сибири) | Расформирована в 1996 году |
| 103-я дивизия управления специальных частей | Хабаровск РСФСР (УВВ МВД по Дальнему Востоку и Восточной Сибири) | Соединение по охране Забайкальской и Дальневосточной железных дорог. Расформирована в 1996 году                                                 |
| 104-я дивизия управления специальных частей | Тында Амурской области РСФСР (УВВ МВД по Дальнему Востоку и Восточной Сибири) | Соединение по охране Байкало-Амурской магистрали. Переформирована в 1998 году в 43-ю отдельную бригаду ВВ                                       |
| 152-я конвойная дивизия | Свердловск РСФСР (УВВ МВД по Уралу) | Расформирована |